# Rafael Nadal
Rafael Nadal Parera, I Marchese di Llevant di Maiorca, detto Rafa (Manacor, 3 giugno 1986), è un ex tennista spagnolo.
In virtù dei record, dei titoli conseguiti e del potente e completo repertorio di gioco, è riconosciuto come uno dei migliori tennisti di sempre, nonché uno dei più grandi atleti nella storia dello sport.
Con 22 successi su 30 finali disputate, è il secondo uomo più vincente nelle prove del Grande Slam; in carriera ha conquistato: 14 Roland Garros (record assoluto), 4 US Open, 2 Wimbledon e 2 Australian Open, nonchè uno dei quattro tennisti, capace di aggiudicarsi almeno due volte tutti i Major. Nonostante una carriera fortemente segnata dagli infortuni (18 slam saltati, corrispondenti a 4 anni e mezzo di gioco) con sole 68 partecipazioni e 22 trionfi, detiene il miglior rendimento della storia nelle prove del Grande Slam. Vanta il primato per il regno da Campione Slam più longevo di sempre: 10 stagioni consecutive, dal 2005 al 2014. Negli scontri diretti Major, il suo bilancio è positivo contro qualsiasi avversario affrontato più volte, affermandosi come il miglior interprete del tennis al meglio dei cinque set. Nadal è inoltre l' unico tennista a essersi aggiudicato tutti i suoi 22 Slam incontrando e battendo almeno un Campione Major, in ogni edizione vinta.
Con 59 successi è in seconda posizione nella classifica delle vittorie dei Big Titles, ovvero i tornei di tennis più importanti e prestigiosi al mondo. Oltre ai già citati 22 Slam, ha vinto 36 Masters 1000 e 1 oro olimpico nel singolare a Pechino 2008. Nel suo palmarès figurano inoltre 23 ATP 500, 10 ATP 250, 5 Coppe Davis con la Spagna e 2 Laver Cup, oltre a un'altra medaglia d'oro olimpica in doppio a Rio 2016. Complessivamente ha vinto 110 titoli che lo portano alla posizione numero 6 nella classifica dei tennisti per numero di titoli vinti, 92 solo nel singolare (5° in questa classifica).
Le sue numerose vittorie sulla terra rossa (record di 63 titoli) gli sono valse il soprannome di "Re della terra rossa", superficie sulla quale è considerato il più forte giocatore nella storia del tennis. Infatti nel 2021 vicino allo stadio centrale del Roland Garros a Parigi fu inaugurato un museo celebrativo dedicato e una statua di acciaio inossidabile alta tre metri che lo raffigura, della quale nel 2023 gli fu donata una riproduzione in scala 1/10,. Nel 2025 in suo onore, è stata incastonata direttamente sul campo centrale, a lato della rete di gioco, una targa commemorativa con il numero 14, corrispondente al numero dei successi parigini, e con l'impronta del suo piede.
Soprannominato anche “Il mancino di Manacor”, è stato nº 1 del mondo per un totale di 209 settimane, terminando 5 stagioni al primo posto del ranking, ed è stato nominato 5 volte ITF World Champion. È l'unico tennista della storia ad aver raggiunto la posizione nº 1 del ranking ATP nel corso di tre decenni diversi (2000-2009, 2010-2019, 2020-2029) ed è il primatista assoluto per numero di settimane di permanenza ininterrotta in top 10 senza mai retrocedere  (circa 18 anni, 912 settimane: dal 25 aprile 2005 al 19 marzo 2023), il che lo rende il giocatore più costante di sempre ai massimi livelli. Detiene inoltre il record assoluto di longevità nei trionfi nelle prove del Grande Slam: il primo vinto nel 2005, l'ultimo vinto nel 2022, per un arco temporale pari a 17 anni.
Con un montepremi di circa 135 milioni di dollari è il secondo tennista della storia nella graduatoria dei guadagni ottenuti in carriera, preceduto da Novak Đoković.

## Biografia
Rafael Nadal Parera è nato a Manacor, sull'isola di Maiorca, da Sebastián Nadal e Ana María Parera. Ha una sorella minore di nome María Isabel ed è nipote ex fratre dell'ex calciatore Miguel Ángel Nadal, difensore del Mallorca, del Barcellona e della nazionale spagnola. Avendo compreso il talento naturale di Rafael per il tennis, l'altro zio paterno Toni Nadal, ex-tennista professionista, iniziò a farlo giocare quando aveva appena tre anni e fu il suo allenatore fino al 2017.
Lo spagnolo continuò a vivere a Manacor anche dopo essere diventato professionista e vi fa ritorno appena può per rilassarsi pescando e giocando a golf; qui ha anche conosciuto María Francisca Perelló, detta Xisca, con cui si è fidanzato nel dicembre 2005. La coppia si è sposata sull'isola il 19 ottobre 2019 e ha avuto un figlio l'8 ottobre 2022, chiamato a sua volta Rafael.

### Iniziative oltre il tennis
Nel 2008 l'osservatorio astronomico di Maiorca ha dedicato al tennista un asteroide noto come 128036 Rafaelnadal, e nello stesso anno Rafael ha fondato un'associazione benefica che porta il suo nome, la Rafa Nadal Foundation.
Questa fondazione, la cui presidente è la madre Ana María, ha come scopo lo sviluppo di azioni di assistenza sociale e di progetti cooperativi in Spagna e nei paesi in via di sviluppo. Sempre nel 2008 è stato il primo tennista uomo ad aver vinto per i meriti sportivi il Premio Principe delle Asturie. Nel 2010 la celebre cantante colombiana Shakira lo ha voluto come protagonista assieme a lei nel video del suo singolo Gypsy. Nello stesso anno, in occasione della sua partecipazione al torneo di Bangkok, Nadal ha partecipato al progetto Un milione di alberi per il Re, piantando un albero in onore del monarca Bhumibol Adulyadej.
Nella città natale, Manacor, ha fondato anche la propria accademia tennistica, la Rafa Nadal Academy by Movistar, diretta dallo storico coach e zio Toni Nadal.
È socio onorario del Real Madrid. Per il tennista è stato creato il titolo onorifico, ereditario, di Marchese di Llevant di Maiorca assegnato a Nadal dal Re di Spagna Felipe VI il 19 giugno 2025.

## Carriera

### Gli esordi
All'età di 8 anni Nadal praticava sia calcio che tennis, ma lo zio Toni intensificò gli allenamenti tennistici dopo la vittoria in un torneo regionale under-12.
All'età di 12 anni vinse i titoli spagnoli ed europei di tennis nella sua fascia di età, nonostante continuasse a giocare a calcio. A quel punto il padre gli fece scegliere in quale dei due sport continuare, per evitare di danneggiare il suo rendimento scolastico: Rafael scelse il tennis, ma rimase appassionato di calcio nonostante avesse smesso di giocarlo.
Compiuti i 14 anni, dopo essersi messo in luce vincendo il torneo juniores Les Petits As, la federazione spagnola di tennis gli chiese di lasciare Maiorca per trasferirsi a Barcellona in modo da continuare più efficacemente gli allenamenti ma la sua famiglia rifiutò, in parte perché temevano che avrebbe influito sulla sua educazione. La decisione di rimanere a Maiorca fece sì che Nadal ricevesse un minore sostegno finanziario da parte della federazione, tuttavia il padre coprì i costi. Nel maggio del 2001 sconfisse in un match-esibizione sulla terra rossa l'ex-vincitore di Wimbledon Pat Cash. Quello stesso mese partecipò a uno dei suoi primi tornei internazionali, i Giochi delle Isole, disputatisi proprio nelle "sue" Baleari, contribuendo alla vittoria della medaglia d'oro.
Nadal non ebbe una vera e propria carriera da juniores. Partecipò infatti a pochi degli eventi dell'ITF Junior Circuit, raggiungendo le semifinali al torneo ragazzi di Wimbledon 2002 e vincendo tutte le partite disputate per la Coppa Davis Junior, trofeo che conquistò nel 2002. Prese parte invece a diversi tornei Futures e ad alcuni Challenger, vinse il suo primo match ATP il 29 aprile 2002 a Maiorca contro il nº 81 del mondo Ramón Delgado, divenne così il nono under-16 a vincere un match nell'era open e a fine stagione era al 200º posto nella classifica mondiale.

### 2003-2004: i primi anni
Nel 2003 conquistò il suo primo titolo Challenger a Barletta e poche settimane dopo fece l'esordio in un Masters 1000 a Monte Carlo dove, partendo dalle qualificazioni, raggiunse il terzo turno battendo fra gli altri Albert Costa, all'epoca detentore del Roland Garros. Questa performance gli permise di entrare a 16 anni e 10 mesi fra i primi 100 al mondo, diventando il secondo più giovane della storia a riuscirci dopo Aaron Krickstein. Saltò il Roland Garros per un infortunio al gomito, ma si riprese in tempo per debuttare a Wimbledon, dove divenne il primo under-18 a raggiungere il terzo turno dopo Boris Becker nel Torneo di Wimbledon 1984. Dopo un mese si spinse fino alla 45ª posizione e chiuse l'anno alla 49ª, vincendo il premio ATP per il miglior esordiente del 2003.
Nel gennaio 2004 raggiunse la sua prima finale ATP a Auckland, e un mese dopo debuttò in Coppa Davis nel match di primo turno contro la Repubblica Ceca. Perse all'esordio con Jiří Novák in quella che fu e rimane l'unica sconfitta in singolare nella competizione: due giorni dopo ottenne il punto decisivo per la Spagna battendo Radek Štěpánek. Nel torneo Master Series di Miami, dove partiva come ultima testa di serie, ottenne al terzo turno un risultato prestigioso battendo con un doppio 6-3 il nº 1 del mondo Roger Federer, e dando così inizio a una delle più accese rivalità del tennis contemporaneo. Nei mesi successivi, a causa di una frattura da stress al piede sinistro, fu costretto a saltare praticamente tutta la stagione sulla terra rossa, incluso il Roland Garros. In agosto vinse a Sopot il suo primo titolo ATP, battendo in finale José Acasuso senza perdere alcun set durante il torneo.
L'anno si chiuse con la finale di Davis contro gli Stati Uniti; Nadal fu schierato al posto di Juan Carlos Ferrero per disputare il secondo match contro il nº 1 americano e nº 2 del mondo Andy Roddick, che pochi mesi prima l'aveva battuto con facilità al secondo turno degli US Open, perse il primo set al tie-break, ma si aggiudicò i successivi tre; grazie alla sua vittoria e agli altri due punti portati da Carlos Moyá la Spagna conquistò la sua seconda insalatiera e Nadal divenne, a 18 anni e 6 mesi, il più giovane vincitore nella storia del trofeo. Terminò la stagione al 51º posto mondiale.

### 2005: 1º Roland Garros, altri 10 titoli ATP e nº 2 del mondo
Il 2005 fu l'anno della consacrazione con undici tornei conquistati (Salvador, Acapulco, Monte Carlo, Barcellona, Roma, Roland Garros, Bastad, Stoccarda, Montréal, Pechino, Madrid) su dodici finali disputate (solo Federer fece altrettanto quell'anno), si affermò come il teenager più vincente della storia, oltre a stabilire il record di tornei Masters Series vinti in un anno (4, record che condivise con Federer fino ai 5 titoli di Đoković nel 2011). Otto dei tornei vinti si giocarono sulla terra rossa, gli altri sul cemento. Nel corso dell'anno Nadal ottenne 79 vittorie, secondo soltanto alle 81 di Federer; vinse inoltre il Golden Bagel Award grazie ai 12 set vinti per 6-0. Dopo la conquista del suo primo torneo ATP Masters Series a Monte Carlo e la successiva vittoria a Barcellona fece il suo ingresso nella top 10, alla 7ª posizione mondiale. Il primo trionfo in una prova del Grande Slam al Roland Garros gli valse il 3º posto mondiale e a luglio salì al 2º dopo il successo sulla terra dello Stuttgart Open. Vinse l'ultimo titolo stagionale a ottobre al Madrid Masters, dove portò a termine il torneo nonostante un infortunio al piede che gli impedì di disputare i restanti tornei del 2005, compresa la Tennis Masters Cup.

### 2006: 2º Roland Garros e prima finale a Wimbledon

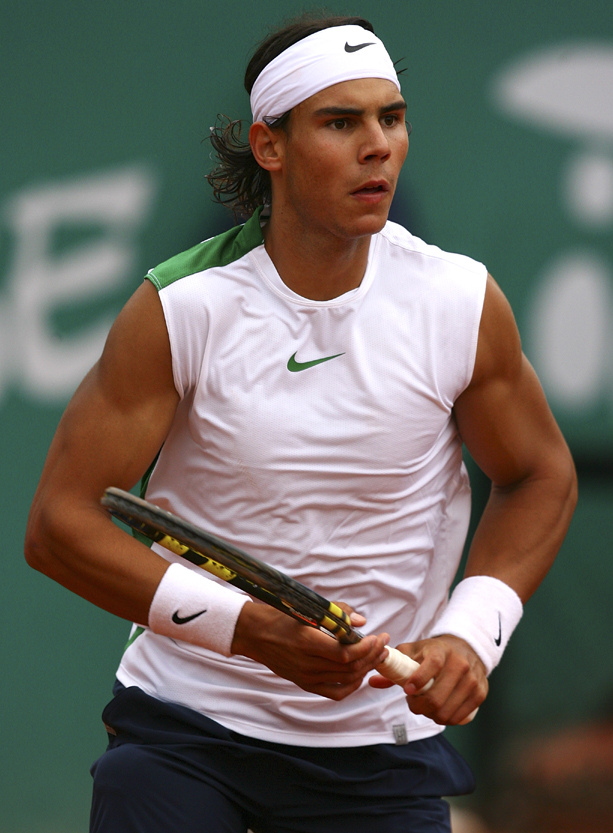
Nadal al torneo Godó 2006 di Barcellona.

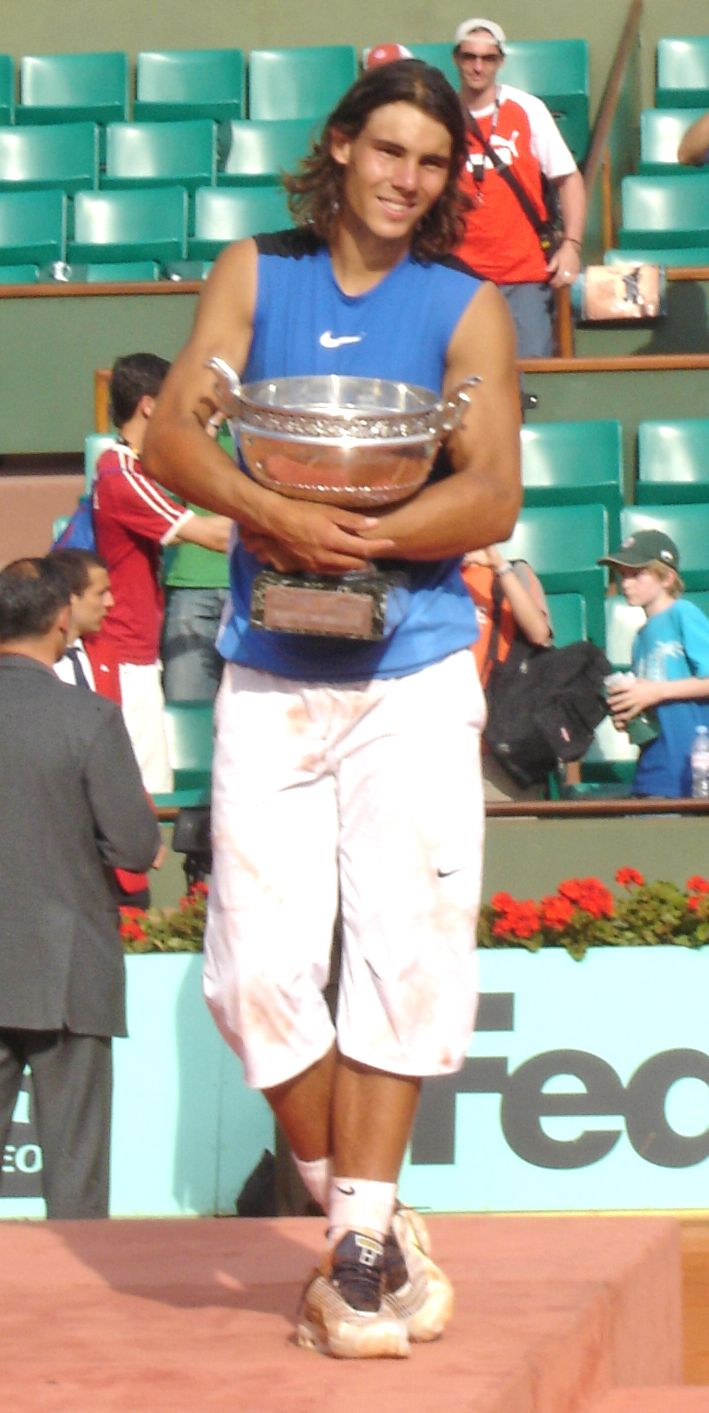
Nadal col trofeo del Roland Garros 2006.

L'infortunio patito a Madrid lo costrinse a rinunciare anche ai primi tornei del 2006, tra cui gli Australian Open. Tornò alle competizioni a febbraio e il mese successivo si impose ai Dubai Tennis Championships battendo Federer in finale. Al ritorno del circuito sui campi di terra rossa europea, si aggiudicò nuovamente il Masters Series di Monte Carlo, il torneo casalingo di Barcellona e gli Internazionali d'Italia, battendo nelle finali di entrambi i Masters Series Federer. A Roma la finale si concluse al tie-break del quinto set, dopo più di cinque ore di gioco, in cui Nadal annullò due match point allo svizzero. Con questi risultati eguagliò il record di 16 vittorie in tornei ATP di un teenager, appartenuto a Björn Borg. L'11 giugno Nadal batté nuovamente il rivale svizzero nella finale del Roland Garros, conquistando il suo secondo torneo dello Slam vincendo per 1-6, 6-1, 6-4, 7-4. Divenne così il primo giocatore a sconfiggere Federer in una finale dello Slam.
Con il successo al primo turno del Roland Garros contro Robin Söderling, stabilì inoltre il nuovo record di 54 vittorie consecutive sulla terra rossa, superando il primato di Guillermo Vilas: la serie aveva avuto inizio nel 2005 a Monte Carlo. Nei quarti dello Slam parigino affrontò per la prima volta in carriera Djokovic, che si ritirò dopo aver perso i primi due set. A Wimbledon Nadal sconfisse al secondo turno il qualificato Robert Kendrick al quinto set dopo aver annullato due match point e per la prima volta raggiunse la finale, nella quale fu battuto da Federer con il punteggio di 6-0, 7-6, 6-7, 6-3. Concluse la stagione senza vincere nessun altro torneo. Al suo esordio nella Tennis Masters Cup, vinse i tre match di round robin e fu eliminato in semifinale da Federer, che vinse il titolo.

### 2007: 3º Roland Garros

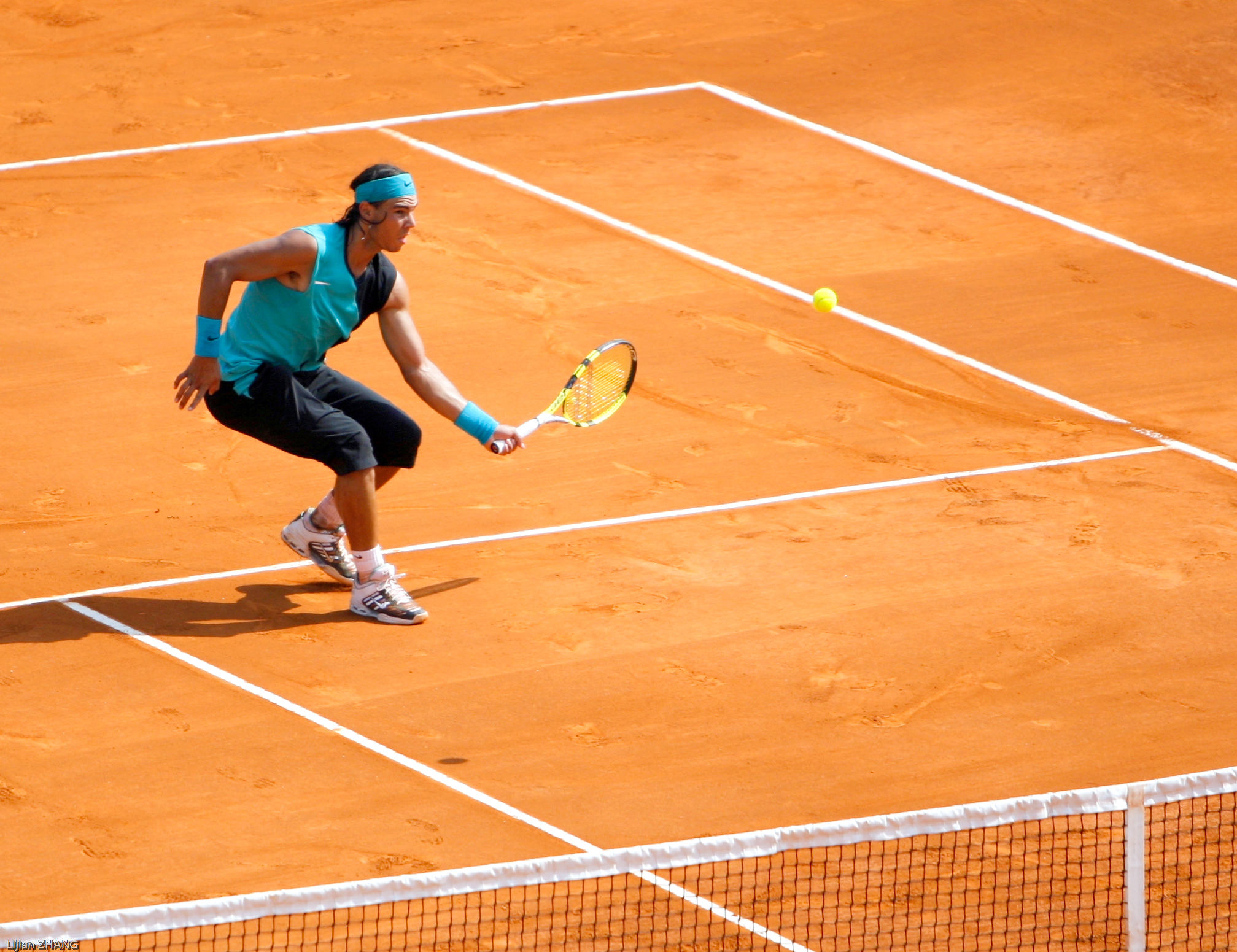
Nadal a Monte Carlo Masters 2007.

Dopo avere raggiunto per la prima volta i quarti di finale agli Australian Open, il suo primo titolo stagionale corrisponde al suo primo trionfo all'Indian Wells Open, con il successo in finale su Novak Đoković. Il serbo si prese la rivincita nei quarti al successivo Miami Open. Sulla terra rossa Nadal vinse il Masters di Monte Carlo, battendo ancora una volta in finale Federer, e confermò il suo dominio anche a Barcellona e a Roma, sconfiggendo nelle rispettive finali Guillermo Cañas e Fernando González. La striscia vincente sul rosso con cui aveva battuto il record di Vilas si interruppe in finale al Masters di Amburgo con la sconfitta patita contro Federer dopo 81 vittorie consecutive.
Sull'erba del Queen's fu eliminato ai quarti di finale e, come l'anno precedente, raggiunse la finale di Wimbledon, ancora una volta contro Federer, che per la prima volta in cinque anni fu costretto al quinto set, imponendosi comunque con il punteggio di 7-6, 4-6, 7-6, 2-6, 6-2. Vinse l'ultimo titolo stagionale in luglio battendo Stan Wawrinka nella finale dello Stuttgart Open. Sconfitto in semifinale al Canadian Open e al turno di esordio al Cincinnati Open, fu eliminato al quarto turno degli US Open da David Ferrer. Dopo la sconfitta subita contro David Nalbandian nella sua prima finale al Paris Masters, venne come l'anno prima eliminato da Federer in semifinale alla Tennis Masters Cup.

### 2008: 4º Roland Garros, 1º Wimbledon, oro olimpico e nº 1 del mondo
Il 2008 è stato uno degli anni migliori nella carriera del maiorchino: cominciò con la sconfitta in finale a Chennai contro Michail Youzhny, e con la prima semifinale agli Australian Open, dove venne sconfitto dalla sorpresa del torneo Jo-Wilfried Tsonga. A Indian Wells batté Tsonga e Blake prima di soccombere in semifinale a Đoković, perse quindi la finale di Miami contro Nikolaj Davydenko.
Ad aprile si aggiudicò per la quarta volta di fila il Masters Series di Monte Carlo, battendo di nuovo Federer in finale, nonostante lo svizzero fosse avanti per 4-0 nel secondo set. Il giorno dopo divenne il primo giocatore ad aggiudicarsi nella stessa edizione del torneo singolare e doppio, insieme a Tommy Robredo sconfisse la coppia formata da Mahesh Bhupathi e Mark Knowles con il punteggio di 6-3, 6-3. Anche a Barcellona vinse per la quarta volta consecutiva, battendo David Ferrer in finale con il punteggio di 6-1, 4-6, 6-1.
A Roma uscì al secondo turno per mano di Ferrero, anche a causa di un problema di vesciche al piede. Si riprese in tempo per vincere per la prima volta ad Amburgo, eliminando in semifinale Đoković e battendo il campione uscente Federer in finale.
Al Roland Garros trionfò per la quarta volta consecutiva, la prima senza perdere set, battendo nuovamente in finale Federer. Fu il match più a senso unico fra quelli disputati fra i due negli Slam; concesse soltanto quattro game all'avversario, chiudendo 6-1, 6-3, 6-0: Federer non subiva un bagel dal 1999. Nadal eguagliò così il primato di Borg che si era imposto consecutivamente dal 1978 al 1981 nel torneo francese.

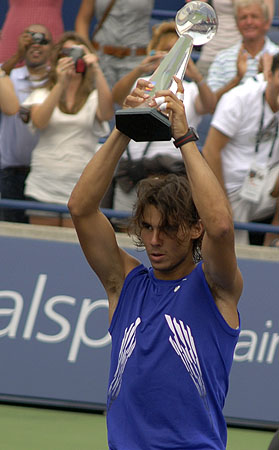
Rafael Nadal con il trofeo del Canada Masters 2008.

Al torneo del Queen's si dimostrò competitivo anche sull'erba battendo in finale Đoković, diventando il secondo spagnolo a conquistare un torneo su questa superficie dopo la vittoria a Eastbourne di Andrés Gimeno nel 1972. A Wimbledon arrivò ancora in finale dopo aver perso un solo set nel match contro Gulbis, e come nelle ultime tre edizioni si trovò di fronte Federer, che non aveva ancora perso un set nel torneo. Questa partita è considerata da molti la più bella della storia. Per due volte il match fu interrotto dalla pioggia e terminò alle 21:15. Vinse Nadal per 6-4, 6-4, 6-7, 6-7, 9-7, dopo 4 ore e 48 minuti di gioco ed essersi visto annullare tre match point, di cui due nel tie-break del quarto set. Con questo primo Slam lontano dalla terra rossa Nadal divenne il terzo giocatore dell'era open dopo Rod Laver e Borg a vincere nello stesso anno i Major di Parigi e Londra e interruppe la serie di 65 vittorie consecutive di Federer sull'erba. Il 27 luglio conquistò anche il Masters di Toronto, battendo in finale Nicolas Kiefer.
Nel successivo Masters Series di Cincinnati perse in semifinale contro Novak Đoković 6-1, 7-5, fermando a 32 la sua serie di vittorie consecutive. Tuttavia, grazie a questo risultato e alla concomitante sconfitta di Federer al terzo turno, Nadal si assicurò l'aritmetica certezza di diventare, dopo 160 settimane consecutive da nº 2, il ventiquattresimo numero uno del mondo del ranking ATP, terzo spagnolo dopo Juan Carlos Ferrero e Carlos Moyá. A causa dell'inserimento in calendario del torneo olimpico e del conseguente anticipo di quindici giorni dei due Masters Series nordamericani, che provocò un disallineamento nella scadenza dei punteggi, il sorpasso ai danni di Federer avvenne solamente due settimane più tardi, il 18 agosto.
La consacrazione come nº 1 arrivò però il giorno precedente, al torneo olimpico di Pechino dove sconfisse in finale Fernando González per 6-3, 7-6, 6-3 e si aggiudicò la medaglia d'oro, primo tennista spagnolo a trionfare in un'Olimpiade.
Agli US Open per la prima volta in carriera si spinse fino alla semifinale e fu eliminato da Andy Murray. Nelle settimane successive contribuì alla vittoria della Spagna in semifinale di Coppa Davis contro gli Stati Uniti. Sconfitto in semifinale al Masters di Madrid da Gilles Simon, divenne il primo spagnolo a chiudere l'anno in prima posizione nel ranking mondiale.
Al Parigi Masters si ritirò durante il match dei quarti di finale contro Nikolaj Davydenko per un problema al ginocchio che gli impedì di prendere parte alla Masters Cup e alla finale di Coppa Davis contro l'Argentina. La squadra spagnola riuscì comunque a imporsi e Nadal poté fregiarsi del titolo per la seconda volta.

### 2009: prima vittoria agli Australian Open

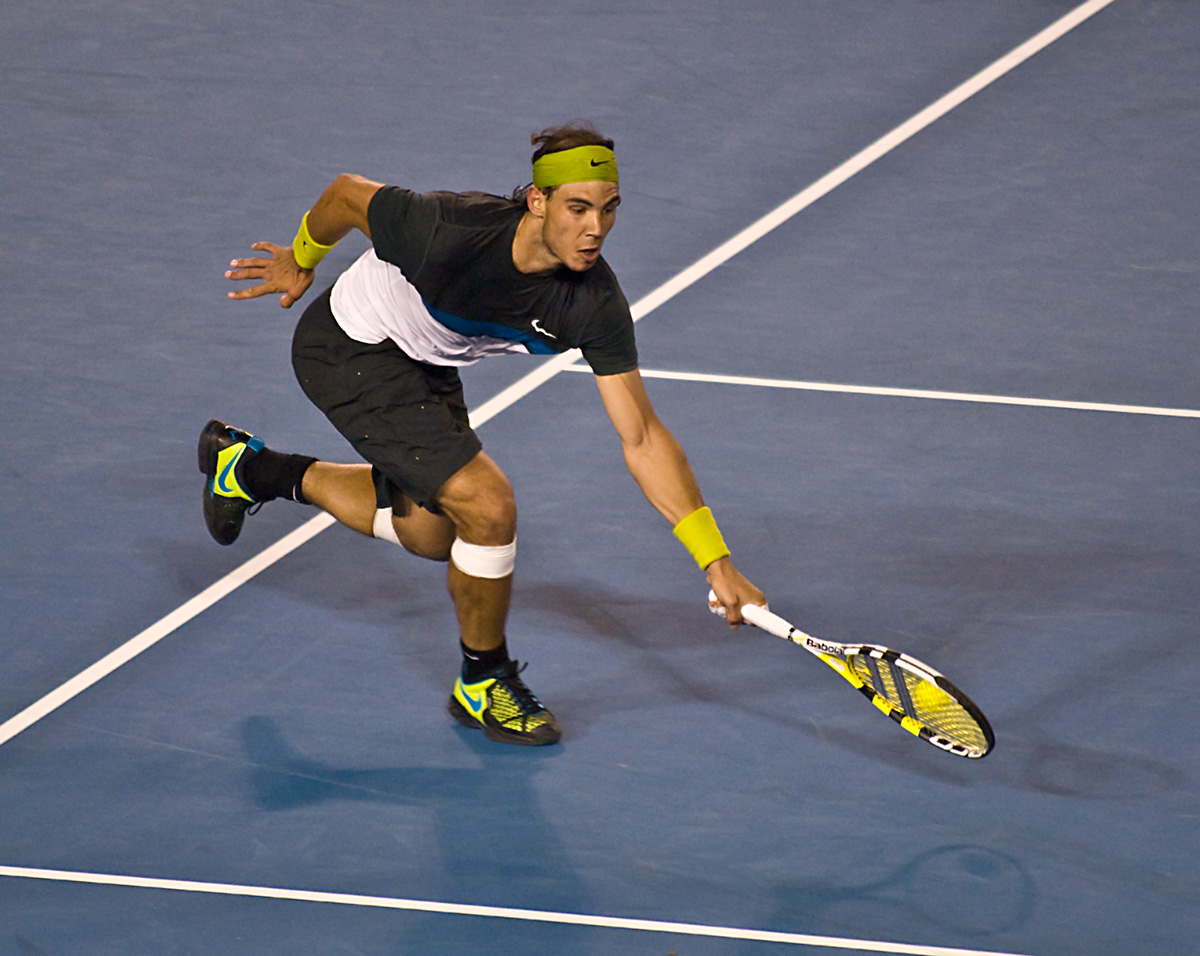
Nadal agli Australian Open del 2009.

Il 2009 cominciò con il torneo di Doha, dove fu eliminato ai quarti da Gaël Monfils e si rifece nel doppio assieme a Marc López sconfiggendo in finale i numeri 1 del mondo Daniel Nestor e Nenad Zimonjić, nel primo incontro in una finale fra il nº 1 del singolare e il nº 1 del doppio dal 1990. Raggiunse per la prima volta la finale agli Australian Open dopo aver sconfitto al quinto set Fernando Verdasco in un incontro durato 5 ore e 14 minuti. In finale, dopo un'altra maratona di 4 ore e 23 minuti, e con i parziali di 7-5, 3-6, 7-6, 3-6, 6-2, sconfisse Federer e conquistò il suo primo Slam sul cemento, diventando il primo spagnolo a trionfare in Australia, nonché il quarto tennista a vincere uno Slam su ogni superficie.
Sconfitto da Andy Murray e infortunatosi in finale a Rotterdam, tornò alle competizioni a marzo per il primo turno di Coppa Davis vinto sulla terra rossa di Benidorm contro la Serbia di Đoković. Al Masters di Indian Wells annullò cinque match point al terzo turno a David Nalbandian e sconfisse Murray in finale per 6-1, 6-2 senza concedere palle break. A Miami fu eliminato nei quarti di finale da Juan Martín del Potro dopo aver sprecato un vantaggio di 3-0 nel terzo set. Durante il torneo avvertì le prime fitte di dolore alle ginocchia, causate da una tendinite che lo avrebbe condizionato nella parte centrale della stagione.
Vinse di nuovo a Monte Carlo battendo in finale Đoković in tre set, diventando il primo tennista a vincere uno stesso torneo Masters 1000 per cinque volte consecutive. La settimana successiva ottenne il quinto successo di fila anche a Barcellona sconfiggendo David Ferrer in finale. Agli Internazionali d'Italia si riprese il titolo ceduto l'anno precedente, sconfiggendo il campione uscente Đoković per la seconda volta in un mese e diventando il primo tennista a vincere per quattro volte il torneo. Conquistò così il 15º Masters della carriera, staccando Federer fermo a 14 titoli. Lo svizzero tuttavia lo riagguantò nel giro di una settimana, battendolo in finale a Madrid per 6-4, 6-4, e interrompendo la sua striscia di 33 vittorie sul rosso. La semifinale di quello stesso torneo, vinta da Nadal al tie-break del terzo set contro Đoković e durata 4 ore e 3 minuti, divenne il match sui 3 set più lungo della storia.
Al terzo turno dello Slam parigino, con la vittoria su Lleyton Hewitt stabilì il record assoluto di vittorie consecutive nel torneo (30, superando Chris Evert fermatasi a quota 29, e Borg a 28). Al quarto turno, tuttavia, venne sconfitto a sorpresa da svedese Robin Söderling in quattro set, fermandosi a 31 partite vinte di fila nel torneo; si trattò della prima sconfitta in carriera di Nadal in un match a 5 set sulla terra rossa, dopo 48 vittorie in 48 incontri. Il torneo lo vinse Federer, che con il successo al Roland Garros chiuse il suo Career Grand Slam.
Annunciò quindi la sua assenza dal Queen's a causa della tendinite alle ginocchia e qualche giorno dopo arrivò la sofferta decisione di ritirarsi anche da Wimbledon, rinunciando alla difesa del titolo. Il 5 luglio, con la vittoria di Federer nel torneo londinese, Nadal perse il primo posto nel ranking a favore dello svizzero e tornò al 2º. Rientrò al Canadian Open di Montréal e fu sconfitto nei quarti da del Potro. Con la vittoria in semifinale, Andy Murray lo scalzò dalla seconda posizione nel ranking, sotto la quale non scendeva dal 2005. Al successivo Masters di Cincinnati fu eliminato in semifinale da Đoković e subì uno strappo a un muscolo addominale, che influì sulla sua resa al servizio. Agli US Open arrivò in semifinale bissando il risultato dell'anno precedente e fu sconfitto in tre set dal futuro vincitore Juan Martin del Potro, riuscendo comunque a riprendere la seconda posizione nel ranking. Al Masters di Shanghai fu sconfitto da Nikolaj Davydenko in finale, mentre a Parigi-Bercy si arrese in semifinale a Đoković. Fu poi sconfitto nei tre incontri di round-robin senza vincere alcun set in Masters Cup, e chiuse la stagione vincendo con la Spagna la sua quarta insalatiera sulla terra rossa di Barcellona, battendo nel primo incontro di singolare Tomas Berdych per 7-5, 6-0, 6-2. Terminò l'anno in 2ª posizione del ranking dietro a Federer.

### 2010: 5º Roland Garros, 2º Wimbledon, 1º US Open e ritorno al numero 1

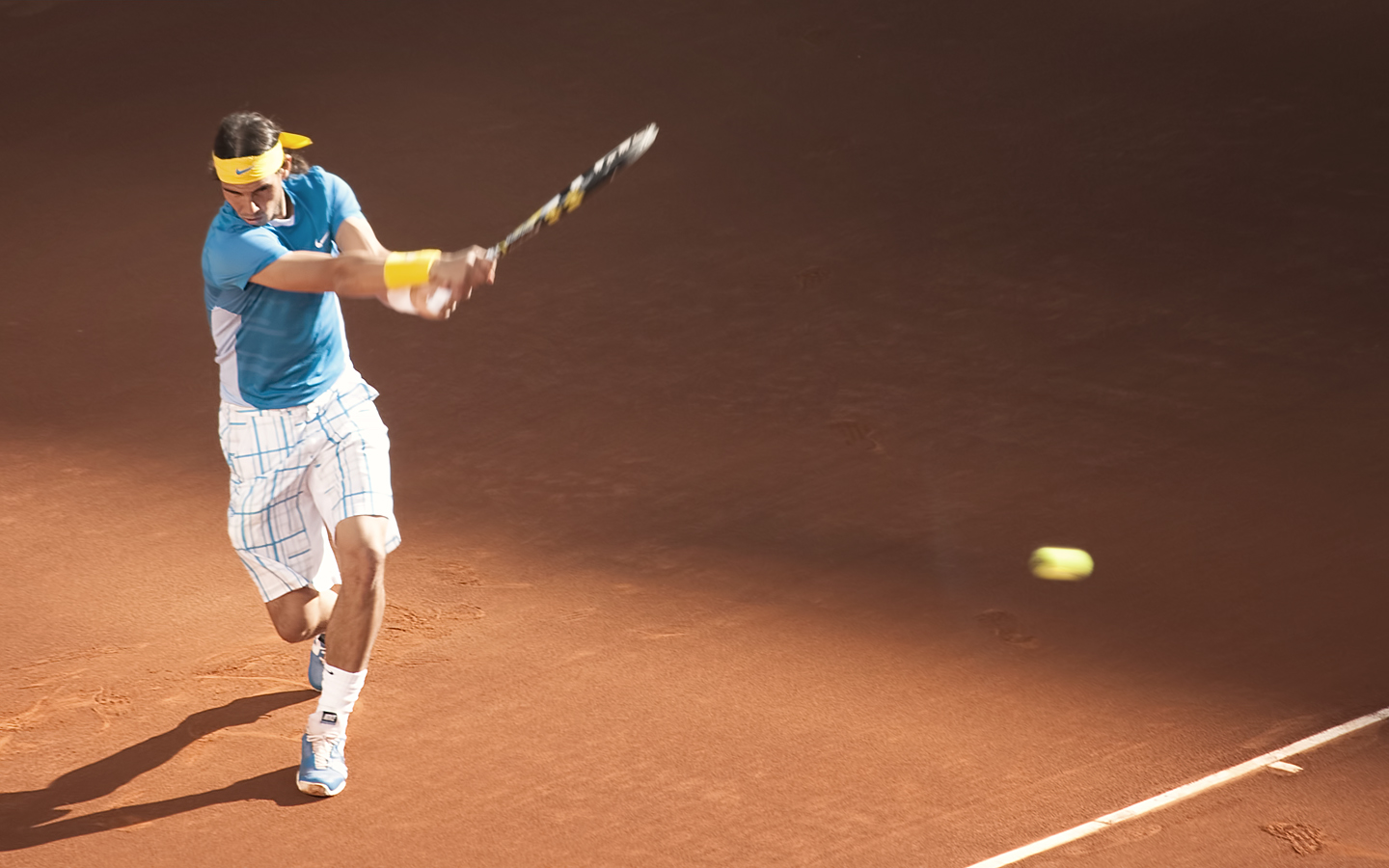
Rafael Nadal al Madrid Open 2010.

Sconfitto in finale a Doha da Nikolaj Davydenko all'esordio stagionale, agli Australian Open fu costretto al ritiro per i problemi alle ginocchia nei quarti contro Andy Murray e perse la seconda posizione nel ranking. Rientrò per giocare i due Masters 1000 primaverili americani e fu eliminato in semifinale sia a Indian Wells – dove vinse il torneo di doppio assieme a Marc López – che a Miami.
La stagione su terra rossa si aprì con la sesta vittoria consecutiva a Monte Carlo, che rappresentò per Nadal il punto di svolta della stagione. Nel corso del torneo lasciò agli avversari 14 game e nessun set in cinque incontri; in finale sconfisse Fernando Verdasco per 6-0, 6-1. Con questa vittoria divenne il primo giocatore dell'era Open ad aggiudicarsi un torneo per sei volte consecutive. La settimana seguente rinunciò a partecipare al Barcelona Open, dove deteneva il titolo dal 2005, per sottoporsi a una terapia con cui scomparve il dolore per la tendinite alle ginocchia.. Conquistò il quinto titolo agli Internazionali d'Italia perdendo un solo set in semifinale contro Ernests Gulbis e in finale si impose per 7-5, 6-2 su David Ferrer. Anche a Madrid perse soltanto un set in semifinale (contro Nicolás Almagro), e in finale superò in due set Federer diventando il primo giocatore ad aggiudicarsi i tre Masters sulla terra rossa nello stesso anno. Inoltre superò il record di Agassi di 17 Masters 1000 vinti in carriera, e riguadagnò la 2ª posizione mondiale.
Al Roland Garros trionfò per la quinta volta in carriera superando in finale per 6-4, 6-2, 6-4 Robin Söderling, che l'anno precedente era diventato il primo a batterlo nello Slam parigino. Per la seconda volta dopo il 2008 fu capace di aggiudicarsi il torneo senza perdere alcun set; grazie alla contemporanea sconfitta di Federer nei quarti di finale, riconquistò il vertice della classifica mondiale e si qualificò per primo al Masters di fine anno. Divenne inoltre il primo giocatore a realizzare il cosiddetto Clay Slam o Slam rosso con i titoli consecutivi vinti sulla terra rossa a Monte Carlo, Roma, Madrid e al Roland Garros. Nel suo primo torneo sull'erba dal 2008, fu eliminato nei quarti da Feliciano López al Queen's, mentre a Wimbledon raggiunse con qualche difficoltà la sua quarta finale e conquistò per la seconda volta il titolo con la vittoria per 6-3, 7-5, 6-4 su Tomáš Berdych, che era giunto alla sua prima finale del torneo eliminando nei quarti Federer e in semifinale Đoković.

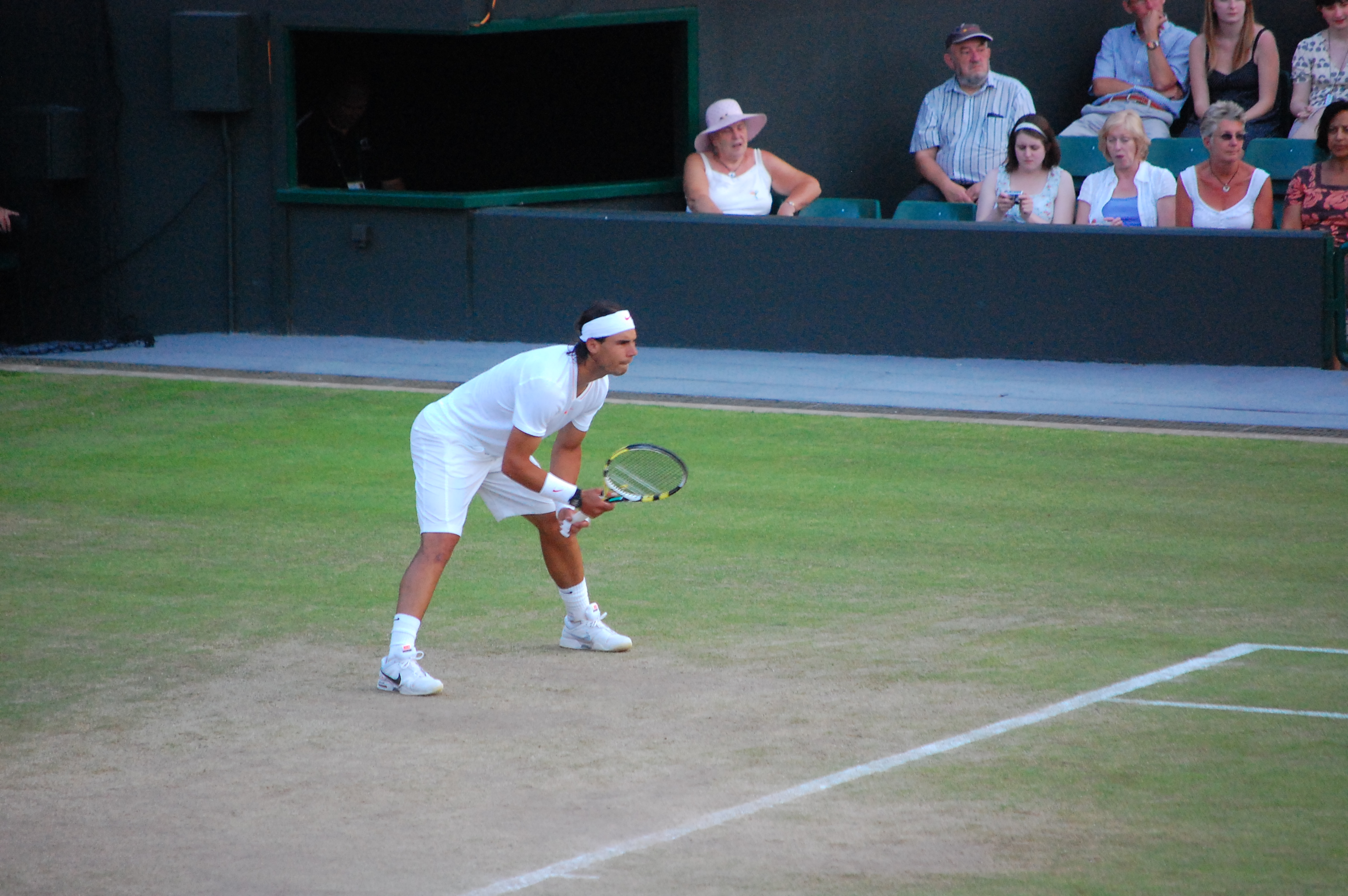
Nadal al Torneo di Wimbledon 2010.

Dopo aver collezionato in semifinale al Canadian Open la seconda sconfitta stagionale contro il campione uscente Andy Murray, fu eliminato nei quarti al Cincinnati Open da Marcos Baghdatis. Agli US Open disputò la sua prima finale e sconfisse Đoković con il punteggio di 6-4, 5-7, 6-4, 6-2, perdendo l'unico set del torneo. Con questa vittoria divenne il primo nell'era Open a vincere nello stesso anno solare tre prove dello Slam su tre superfici diverse (terra rossa, erba e cemento), nonché il più giovane nell'era Open a completare il Career Grand Slam e allo stesso tempo il Career Golden Slam.
Al successivo torneo di Tokyo conquistò il settimo titolo della stagione sconfiggendo in finale Gaël Monfils per 6-1, 7-5. Infortunatosi, tornò in campo dopo un mese di inattività alle ATP World Tour Finals di Londra e per la prima volta in carriera raggiunse la finale, dopo aver vinto tutte gli incontri di round robin e aver eliminato in semifinale Murray in uno dei più bei match dell'anno. Nell'atto conclusivo si arrese a Federer, che lo batté per 6-3, 3-6, 6-1. Durante il torneo ricevette lo Stefan Edberg Sportsmanship Award, premio per la sportività assegnatogli dai colleghi e dagli addetti ai lavori, insieme a quello per la prima posizione nel ranking ATP. Qualche settimana dopo divenne il nuovo campione del mondo ITF, il giornale L'Équipe lo nominò Campione dei campioni 2010 e il giornale Marca Sportivo dell'anno e del decennio.

### 2011: 6º Roland Garros

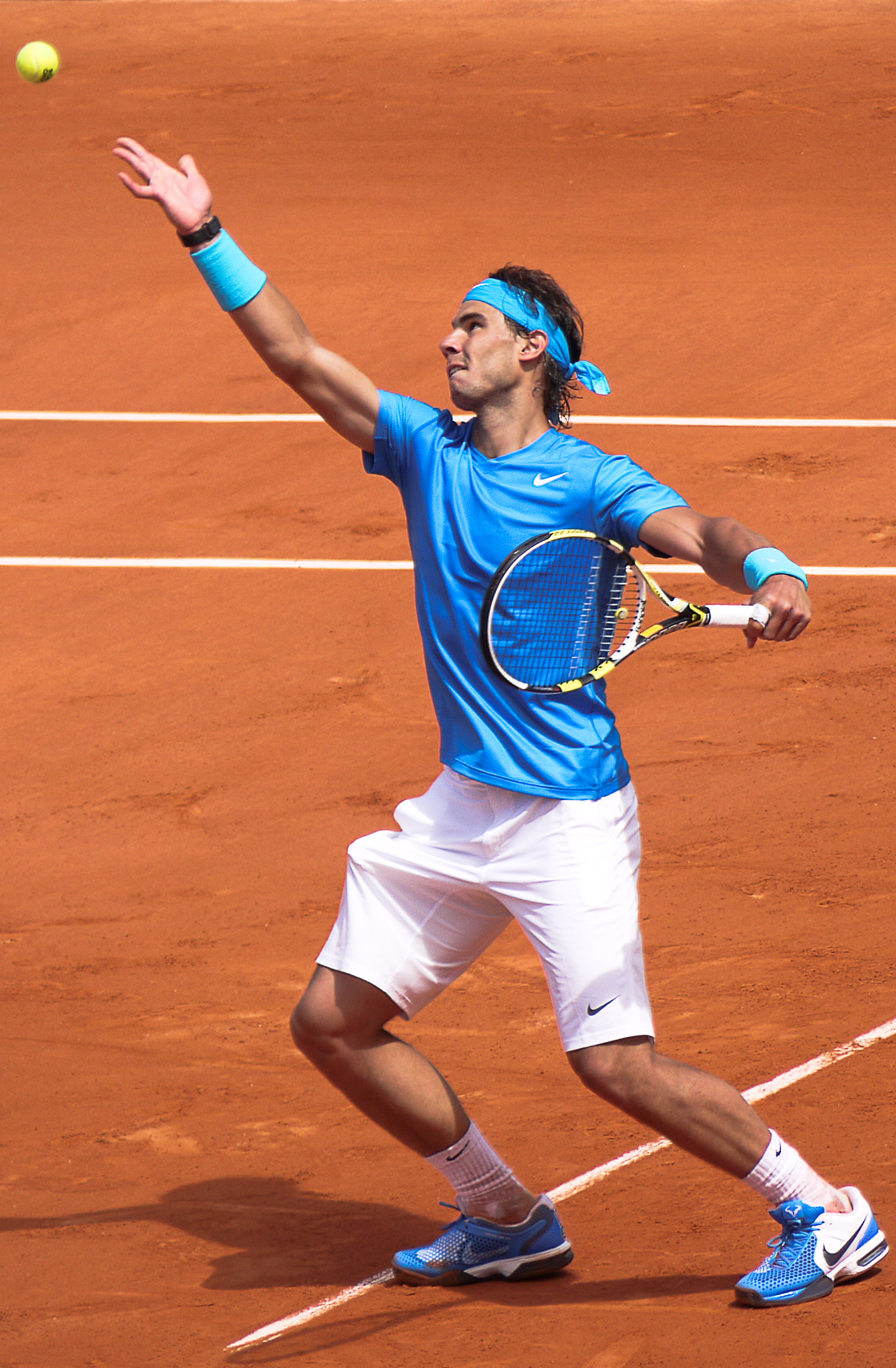
Nadal al Roland Garros 2011.

Inizió la stagione vincendo per la terza volta il doppio di Doha in coppia con Marc López, battendo in finale Bracciali / Seppi. Agli Australian Open fu sconfitto da Ferrer nei quarti di finale, anche a causa di un infortunio muscolare. Durante la convalescenza ricevette ad Abu Dhabi il Laureus Sportsman of the Year Award, assegnatogli per i successi nella stagione 2010. Tornò in campo in Coppa Davis e contribuì alla vittoriosa trasferta della Spagna per 4-1 contro il Belgio sul cemento di Charleroi.
Nella prima parte della stagione Nadal fu sconfitto da Đoković in finale a Indian Wells, Miami, Madrid e Roma. Si aggiudicò invece il titolo a Monte Carlo, Barcellona e soprattutto al Roland Garros, dove superò Federer in finale eguagliando il record di sei successi di Björn Borg. Negli Slam di Londra e New York fu nuovamente Đoković a superarlo all'atto conclusivo. Nella semifinale di Coppa Davis contro la Francia vinse entrambi i singolari contro Richard Gasquet e Jo-Wilfried Tsonga regalando la finale alla Spagna.
A Tokyo fu battuto da Andy Murray per 3-6, 6-2, 6-0, incassando la settima sconfitta stagionale in finale. Durante le Finals subì la più severa sconfitta in carriera da Roger Federer, che si impose per 6-3, 6-0, ma venne eliminato nel round-robin dopo aver perso l'incontro con Jo-Wilfried Tsonga. Chiuse la stagione sulla terra rossa dello Stadio Olimpico de la Cartuja a Siviglia per la finale di Coppa Davis contro l'Argentina, nella quale ebbe la meglio su Juan Mónaco all'esordio e ottenne il punto decisivo battendo del Potro dopo 4 ore e 7 minuti di gioco col punteggio di 1-6, 6-4, 6-1, 7–6, regalando alla Spagna la quinta insalatiera della sua storia. A fine anno si trovò al secondo posto del ranking ATP alle spalle di Đoković.

### 2012: 7º Roland Garros e infortunio al ginocchio
Dopo la sconfitta in semifinale contro Gaël Monfils a Doha, in semifinale agli Australian Open sconfisse Federer in cinque set nella 27ª sfida tra i due rivali, la prima dal 2005 a non disputarsi in una finale. Giunse così alla sua quarta finale consecutiva nei tornei dello Slam (impresa riuscita in precedenza soltanto a quattro giocatori), la seconda in carriera in Australia. A impedirgli la conquista del Grande Slam virtuale e del secondo trionfo a Melbourne fu Đoković che, nella terza finale Slam consecutiva tra i due giocatori, si impose con il punteggio di 5-7, 6-4, 6-2, 6-7, 7-5 in 5 ore e 53 minuti di gioco, l'incontro più lungo nella storia degli Australian Open e la finale più lunga nei tornei del Grande Slam. Il 16 febbraio venne ufficialmente nominato portabandiera della Spagna alle Olimpiadi di Londra, come già preannunciato da re Juan Carlos. A marzo perse in semifinale a Indian Wells contro Federer, nello stesso torneo si aggiudicò la prova di doppio insieme a Marc López battendo in finale John Isner / Sam Querrey. Raggiunse la semifinale anche a Miami e un nuovo problema al ginocchio, che lo penalizzò pesantemente nel finale di stagione, lo costrinse a dare forfait prima dell'incontro con Andy Murray.

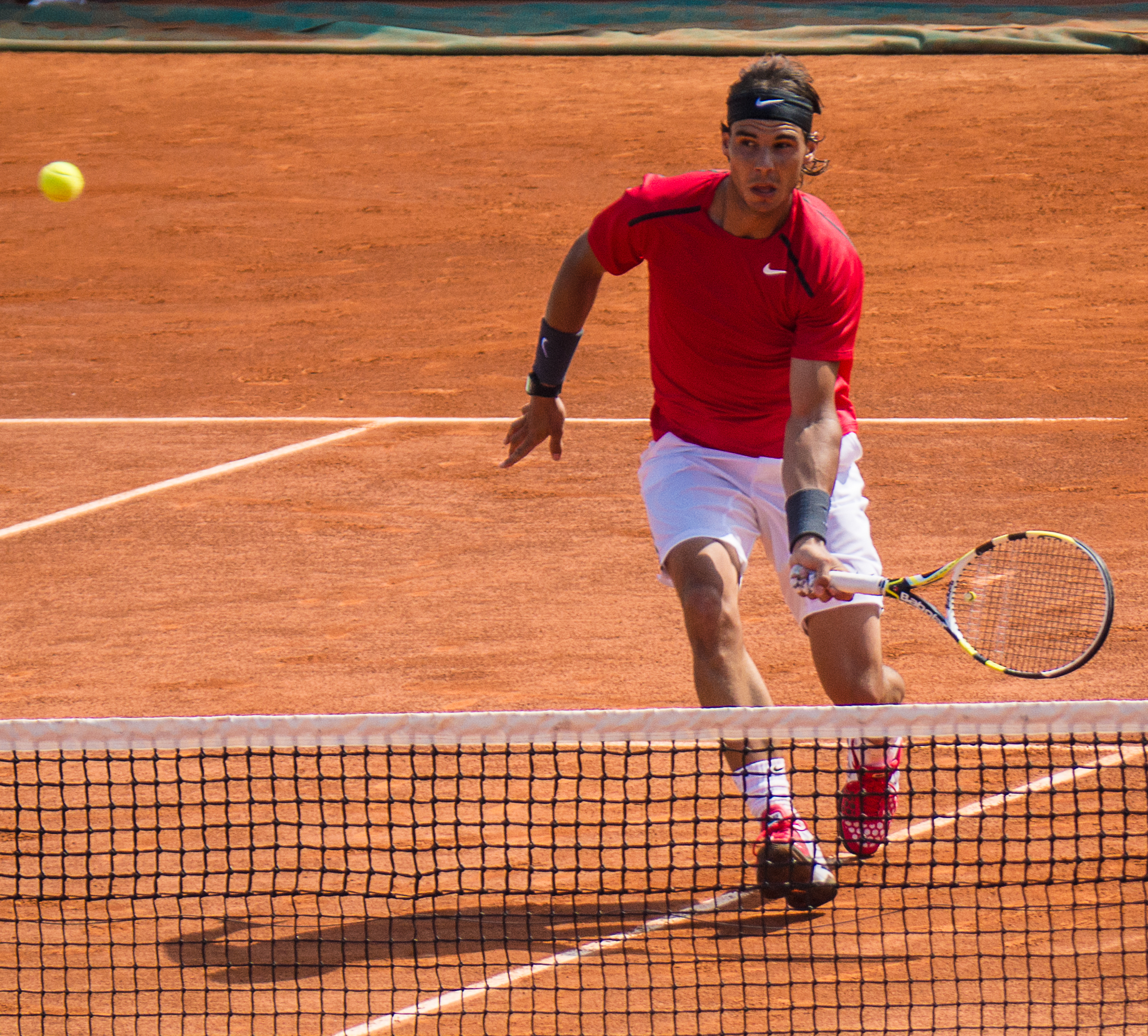
Nadal a Parigi nel 2012.

Nella finale di Monte Carlo tornò a battere Novak Đoković dopo sette sconfitte consecutive. Per Nadal fu l'ottavo titolo consecutivo nel Principato diventando così il primo giocatore nella storia del tennis ad aver vinto lo stesso torneo per otto anni consecutivi. Un nuovo successo arrivò anche al torneo Godó dove in finale superò David Ferrer e sollevò il trofeo per la settima volta. Fu sorprendente la sua uscita di scena sulla terra blu di Madrid dove venne sconfitto per la prima volta dopo 14 sfide dirette da Fernando Verdasco col punteggio di 3-6, 6-3, 5-7. La sconfitta e la concomitante vittoria di Federer gli costarono la seconda posizione nella classifica ATP. Agli Internazionali d'Italia ritrovò in finale Đoković e conquistò il titolo per la sesta volta superando il serbo con il punteggio di 7-5, 6-3, successo che gli permise di riguadagnare la seconda posizione scavalcando Federer.
Giunse quindi il settimo trionfo al Roland Garros, arrivò in finale cedendo solo 35 game e nessun set e si trovò ancora di fronte a Đoković. Per la prima volta nella storia del tennis gli stessi giocatori si incontrarono in quattro finali Slam consecutive ma, a differenza delle finali precedenti, l'esito fu favorevole a Nadal che si impose con il punteggio di 6-4, 6-3, 2-6, 7-5 e superò il record maschile di 6 vittorie a Parigi che deteneva a pari merito con Borg, eguagliando i 7 successi di Chris Evert.
Iniziò la stagione sull'erba ad Halle e nei quarti di finale perse per la prima volta in 9 confronti diretti contro Philipp Kohlschreiber. A Wimbledon uscì clamorosamente di scena al secondo turno, sconfitto in cinque set dal nº 100 ATP Lukáš Rosol. Fu il suo ultimo incontro della stagione 2012, il 19 luglio annunciò il ritiro dalle Olimpiadi di Londra e in seguito rinunciò anche ai rimanenti tornei stagionali. Il motivo fu una rottura parziale del tendine rotuleo unita a una contemporanea infiammazione dei tessuti del ginocchio sinistro (nota come sindrome di Hoffa). L'assenza dalle gare gli fece chiudere l'anno al 4º posto del ranking, alle spalle di Đoković, Federer e Murray.

### 2013: 8º Roland Garros, 2º US Open e 5 Masters 1000 in stagione

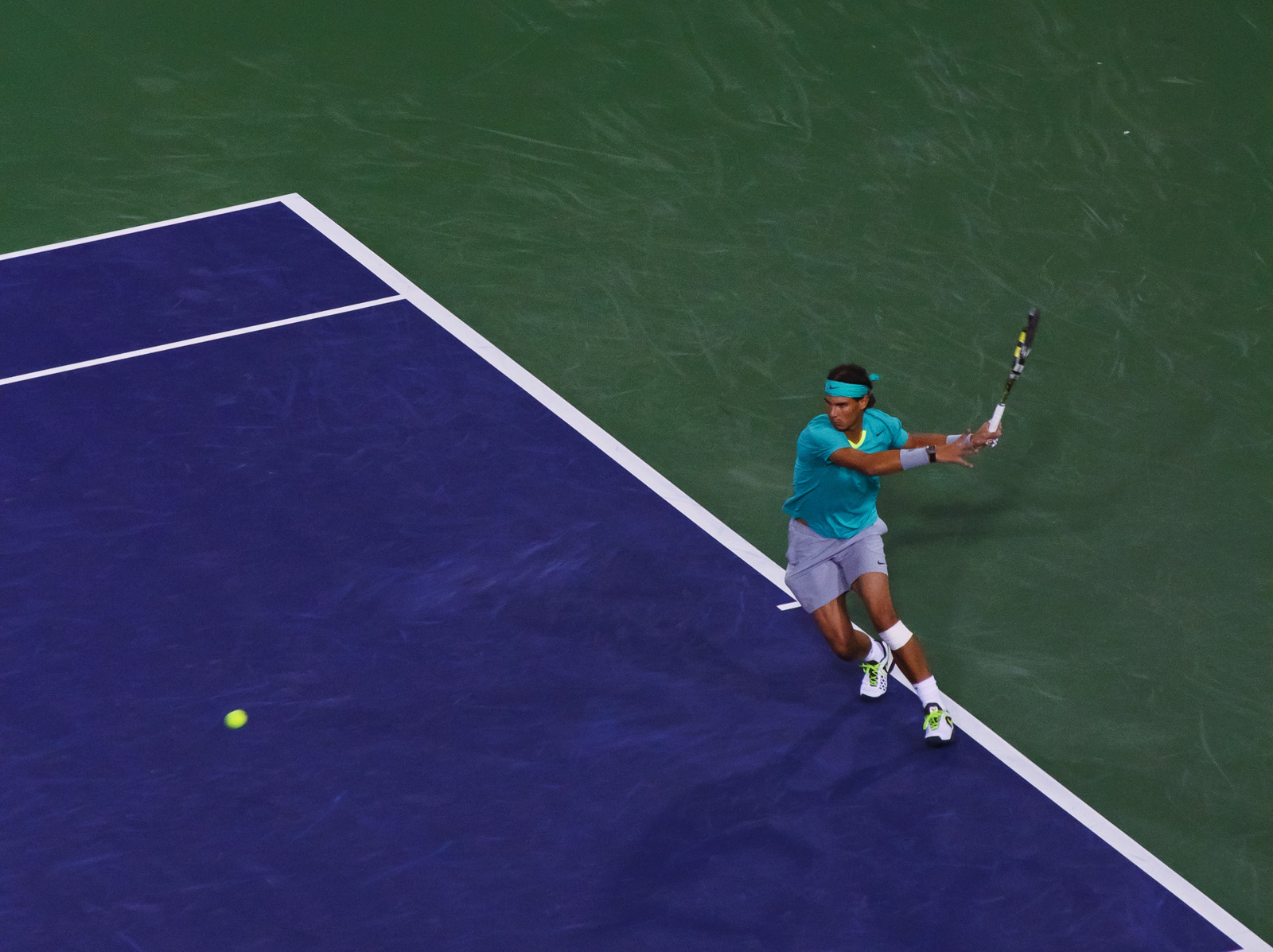
Nadal all'Indian Wells Open 2013.

A causa di un virus saltò gli Australian Open, e rientrò nel circuito a febbraio sulla terra rossa perdendo la finale al Chile Open, per poi vincere i due successivi tornei a São Paulo e Acapulco. Tornò alla vittoria anche negli Stati Uniti con il trionfo in finale su del Potro a Indian Wells, nel suo primo titolo sul cemento dopo Tokyo 2010. Rientrato in Europa, a Monte Carlo Đoković interruppe la serie di 46 incontri e otto titoli consecutivi da Nadal nel Principato battendolo in finale per 6-2, 7-6.
Subito si riscattò vincendo quattro tornei consecutivi a Barcellona, Madrid, Roma e al Roland Garros, sconfiggendo nelle rispettive finali Nicolás Almagro, Stan Wawrinka, Federer e nello Slam parigino Ferrer, dopo essersi preso la rivincita in semifinale su Đoković vincendo 9-7 il quinto set. A Wimbledon uscì di scena al turno d'esordio per mano di Steve Darcis che lo sconfisse in tre set, interrompendo una striscia di 22 incontri vinti consecutivamente da Nadal.
L'estate americana portò una nuova serie di successi con i trionfi in finale a Montréal su Milos Raonic, a Cincinnati su John Isner e infine agli US Open, dove con il successo in quattro set su Đoković conseguì il tredicesimo titolo in un torneo del Grande Slam e divenne il terzo uomo a completare il Summer Slam a distanza di dodici anni dall'impresa di Roddick nell'estate 2001. Raggiungendo la finale all'ATP 500 di Pechino si riprese dopo due anni la prima posizione mondiale strappandola a Đoković, che tuttavia lo sconfisse in 2 set nell'ultimo atto del torneo. Alle ATP Finals di Londra ha la certezza matematica di chiudere l'anno da nº 1 per la terza volta in carriera dopo il 2008 e il 2010. In semifinale sconfisse in due set Federer, nella 32ª edizione del classico, e nella sua seconda finale in carriera fu Đoković a impedirgli di conquistare uno dei pochi grandi trofei ancora assenti dalla sua bacheca. Chiuse la stagione con 10 titoli conquistati, con un guadagno di 14 570 935 dollari in montepremi, nuovo record assoluto, e in vetta al ranking ATP.

### 2014: 9º Roland Garros
Nel 2014 vinse per la prima volta il singolare al torneo di Doha superando in finale Gaël Monfils. Agli Australian Open sconfisse in semifinale Federer in tre set e raggiunse la finale con Wawrinka ma, vittima di un infortunio alla schiena, non poté opporre resistenza al tennista elvetico che si impose in quattro set e per la prima volta vinse una prova dello Slam. Nadal si aggiudicò quindi il torneo di Rio de Janeiro con il successo in finale su Aleksandr Dolhopolov, che si prese la rivincita sconfiggendolo al terzo turno di Indian Wells. Nadal raggiunse la finale al successivo Miami Open e perse in due set contro Đoković.

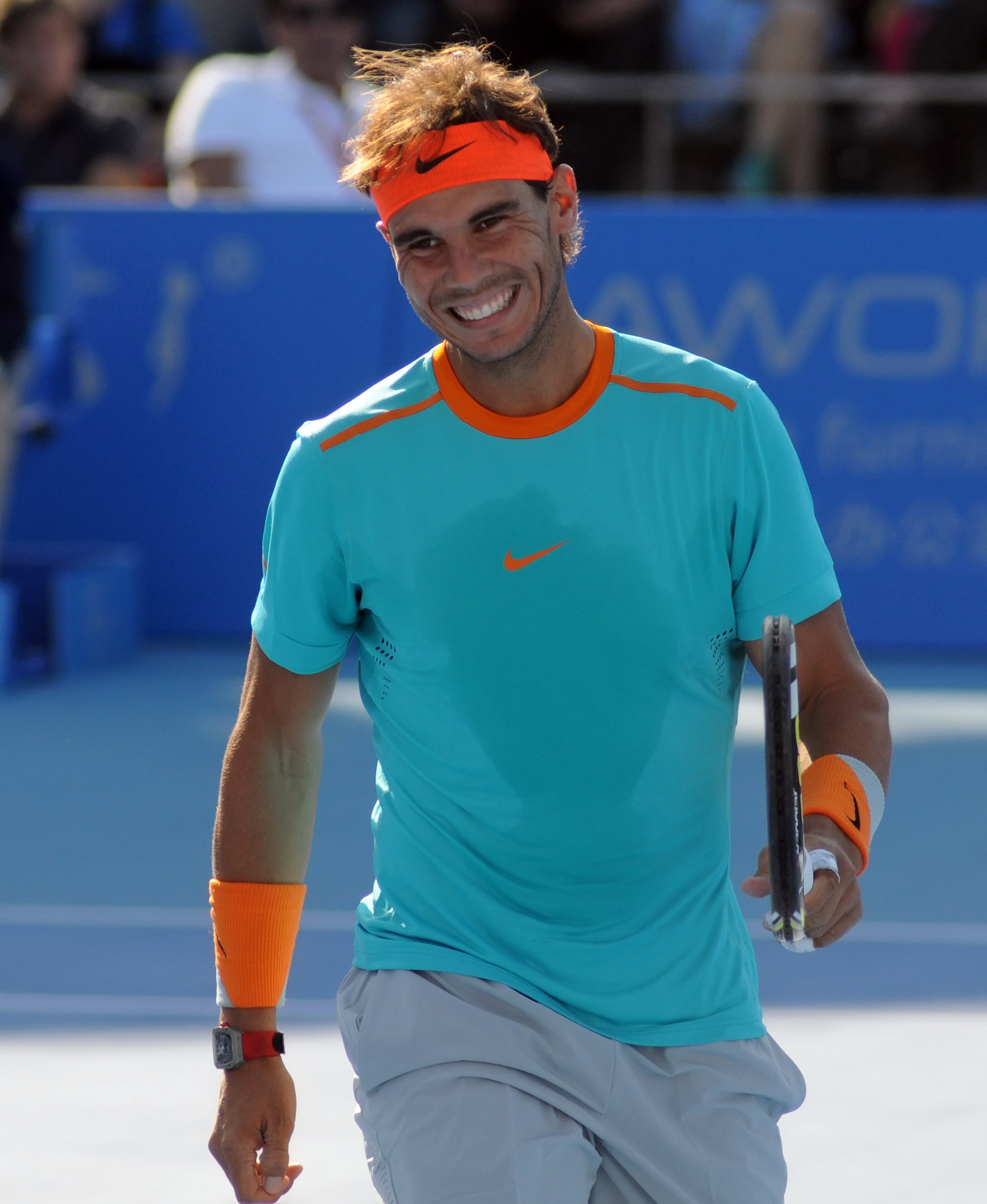
Rafael Nadal nel 2014

Dopo aver raggiunto 9 finali consecutive, fu eliminato nei quarti di Monte Carlo da David Ferrer, che non lo batteva sulla terra da 10 anni. Vinse il successivo Masters 1000 di Madrid grazie al ritiro in finale di Kei Nishikori. Sconfitto da Đoković anche in finale agli Internazionali d'Italia, si prese la rivincita sul serbo battendolo in rimonta al quarto set nella finale del Roland Garros, ottenendo il nono titolo parigino ed eguagliando i 14 successi di Pete Sampras nelle prove del Grande Slam.
A Wimbledon Nick Kyrgios lo eliminò negli ottavi in quattro set. Un infortunio al polso gli fece saltare la stagione sul cemento, inclusi gli US Open. Al rientro in campo in autunno al China Open, fu colto da un attacco di appendicite che limitò il rendimento negli ultimi tornei dell'anno. Saltò anche le ATP Finals per sottoporsi il 3 novembre a un intervento di appendicectomia. Terminò anticipatamente la stagione al 3º posto mondiale.

### 2015: flessione di rendimento
La stagione iniziò con la vittoria in doppio a Doha in coppia con Juan Mónaco. Sconfitto in tre set nei quarti agli Australian Open da Tomáš Berdych, vinse il primo titolo stagionale battendo Mónaco a Buenos Aires. Dopo i deludenti risultati nei primi due Masters 1000 stagionali negli USA, i tornei primaverili europei sul rosso gli riservarono una sorprendente serie di sconfitte tra cui quelle in semifinale contro Ðoković a Monte Carlo, in finale contro Murray a Madrid e nei quarti a Roma contro Wawrinka. Al Roland Garros subì la seconda sconfitta in carriera, battuto in tre set nei quarti da Ðoković. Sceso al 10º posto del ranking, vinse contro Viktor Troicki la finale sull'erba di Stoccarda ma fu eliminato al secondo turno a Wimbledon da Dustin Brown. Vinse l'ultimo titolo stagionale ad agosto con il successo su Fabio Fognini nella finale di Amburgo.
Il miglior risultato della tournée americana di fine estate furono i quarti raggiunti al Canadian Open, mentre al terzo turno degli US Open fu sconfitto in rimonta da Fabio Fognini: non era mai successo che lo spagnolo si facesse rimontare da un vantaggio di due set a zero. Grazie ad alcuni discreti risultati negli ultimi tornei stagionali si qualificò alle ATP World Tour Finals come quinta testa di serie e, dopo aver superato il girone da imbattuto, fu sconfitto in semifinale da Ðoković con un doppio 6-3. Concluse la stagione al 5º posto mondiale, dopo che per la prima volta dal 2004 non aveva vinto alcun titolo del Grande Slam o Masters 1000.

### 2016: oro olimpico in doppio

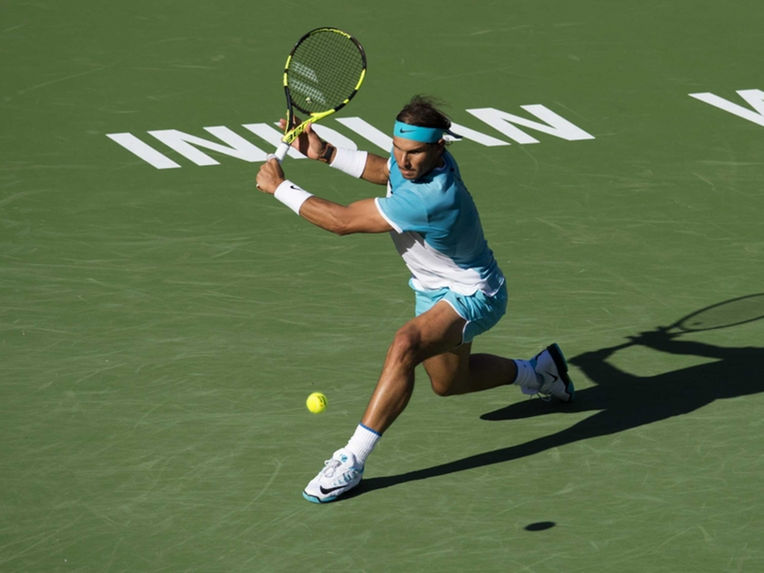
Nadal a Indian Wells nel 2016

Giocò la prima finale a Doha in gennaio dove venne sconfitto nettamente da Đoković. Sulla terra rossa conquistò i tornei di Monte Carlo e Barcellona mentre si ritirò prima di scendere in campo nel terzo turno del Roland Garros per un infortunio al polso che lo tenne fuori dalle competizioni anche per i tornei sull'erba europea.
Tornò in campo ai Giochi Olimpici di Rio 2016, dove fu alfiere olimpico della Spagna. Partecipò sia al torneo di singolare dove venne sconfitto in semifinale da Juan Martín del Potro (e poi dal giapponese Kei Nishikori nella finale per la medaglia di bronzo), che al torneo di doppio dove, in coppia con Marc López, vinse la medaglia d'oro nella specialità. In ottobre vinse il doppio maschile a Pechino insieme a Pablo Carreño Busta per poi annunciare una nuova pausa per il dolore al polso, rinunciando così a disputare le finali ATP per cui si era qualificato e chiudendo l'anno al limite della top-10 mondiale.

### 2017: 10º Roland Garros, 3º US Open e ritorno al numero 1 del mondo
Il 2017 fu uno degli anni migliori nella carriera del maiorchino, a gennaio durante gli Australian Open ebbe un percorso difficile superando in cinque set sia Alexander Zverev nel terzo turno che Grigor Dimitrov in semifinale, un match che durò quasi cinque ore. Nell'incontro decisivo affrontò lo storico rivale Roger Federer e venne sconfitto in cinque set col punteggio di 6–4, 3–6, 6–1, 3–6, 6–3 in favore dello svizzero.

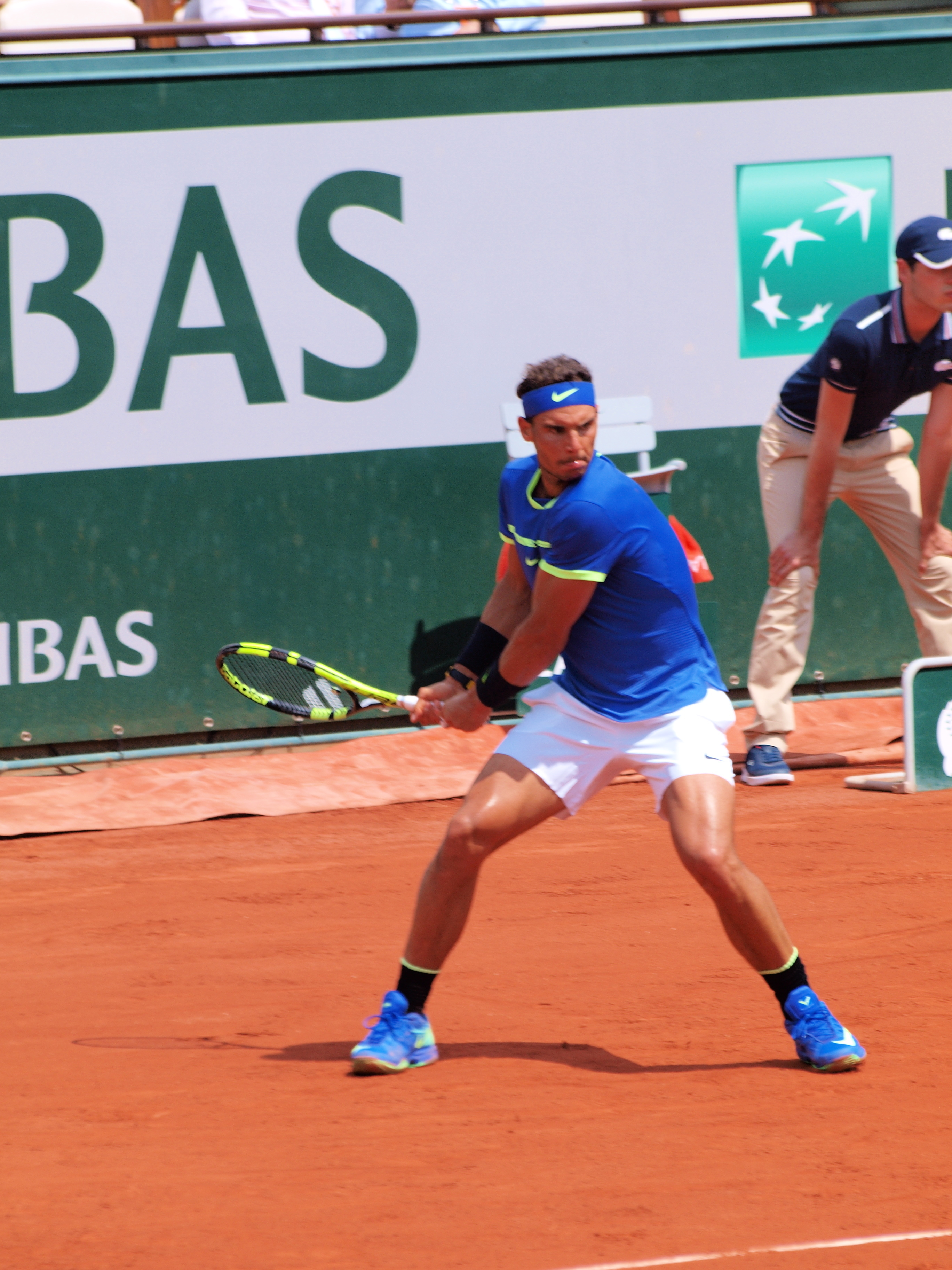
Rafael Nadal al Roland Garros 2017

Nei mesi successivi disputò le finali ad Acapulco e Miami venendo sconfitto rispettivamente da Sam Querrey e Federer; con l'avvento della stagione sulla terra rossa inanellò una serie di successi importanti vincendo in sequenza Monte Carlo, Barcellona, Madrid e infine per la decima volta in carriera l'Open di Francia.
Si presentò agli US Open come prima testa di serie e riuscì ad aggiudicarsi facilmente il terzo titolo a New York superando nella finale il sudafricano Kevin Anderson, alla prima finale in un Major, con il punteggio di 6–3, 6–3, 6–4.
Concluse la stagione con il successo a Pechino su Nick Kyrgios e con la finale a Shanghai sconfitto nuovamente da Federer, terminando l'anno in cima alla classifica ATP per la quarta volta in carriera.

### 2018: 11º Roland Garros
Segnato dagli infortuni, la stagione 2018 fu particolarmente significativa sulla terra: vinse a Monte Carlo, Barcellona e Roma, mentre a Madrid stabilì il record di set vinti consecutivamente su una singola superficie, 50, migliorando il record assoluto di McEnroe.
Tornò al Roland Garros da grande favorito per la vittoria e confermò i pronostici sconfiggendo Thiem in finale per 6-4, 6-3, 6-2; fu l'undicesimo Roland Garros vinto e lo Slam numero 17 in carriera. A Wimbledon si fermò in semifinale dopo cinque ore contro Đoković, sul cemento si aggiudicò la Canadian Open di Toronto ma fu costretto al ritiro durante la semifinale degli US Open dopo aver perso i primi due set contro Del Potro.

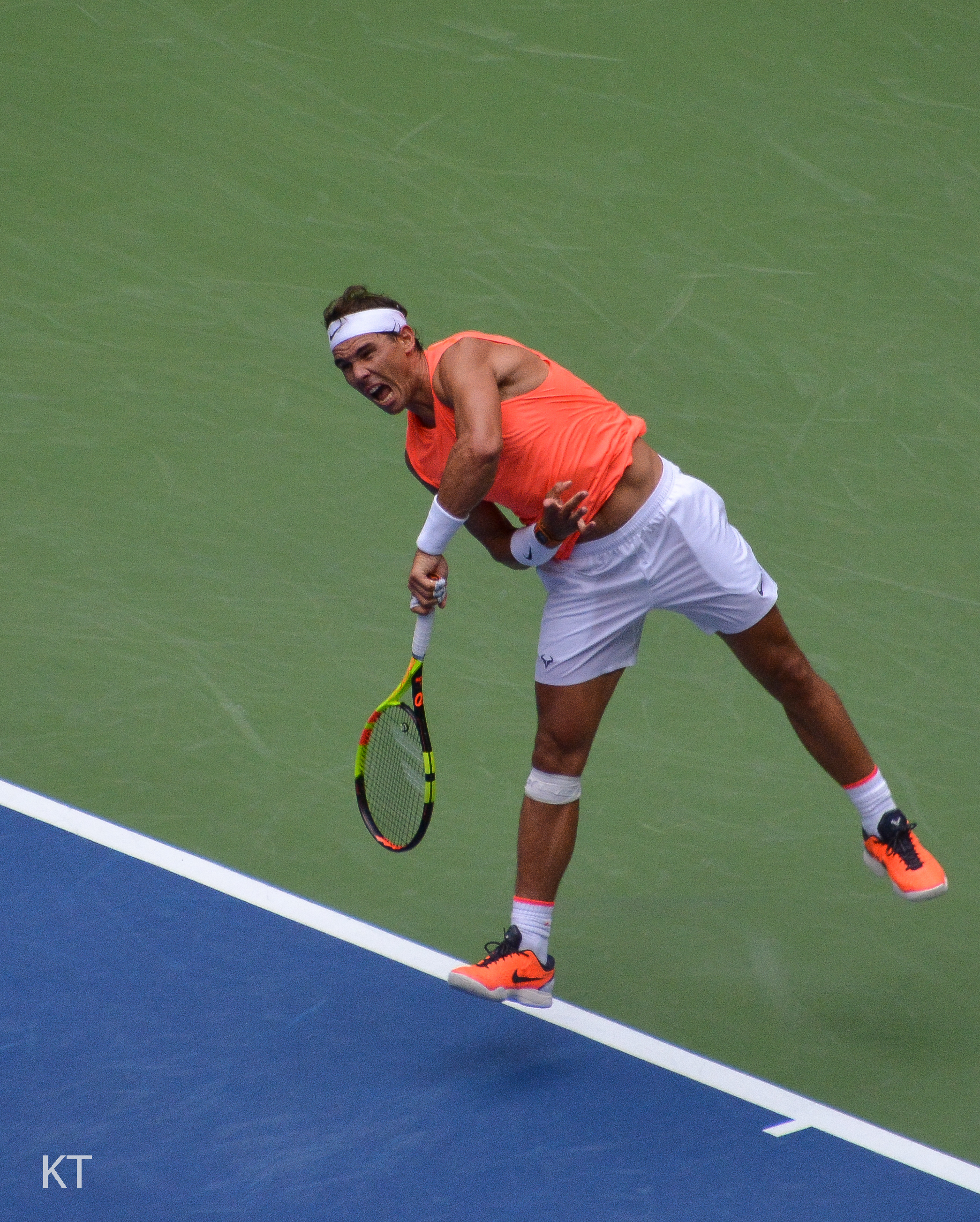
Rafael Nadal in azione al servizio agli US Open 2018.

A causa di ulteriori controlli medici, fu evidenziata una lesione al ginocchio che comprese il resto della stagione e facendo terminare al secondo posto nella classifica di fine anno.

### 2019: 12º Roland Garros, 4º US Open e ritorno al numero uno
Dopo aver dato forfait a Brisbane, si presentò all'Australian Open dove, senza perdere un set, raggiunse la finale; nell'incontro per il titolo venne sconfitto dal nº 1 al mondo Djokovic per 3-6, 2-6, 3-6. Tornò in campo ad Acapulco dove venne sorpreso da Nick Kyrgios, futuro vincitore del torneo, al secondo turno. Al Masters 1000 di Indian Wells giunse in semifinale senza perdere set ma si ritirò prima di scendere in campo a causa di un fastidio al tendine rotuleo del ginocchio destro.
Si fermò alle semifinali di Monte Carlo, Barcellona e Madrid, tornando alla vittoria sulla terra rossa solo agli Internazionali d'Italia con un 6-0, 4-6, 6-1 inflitto a Djokovic in finale: la vittoria gli valse il primo titolo stagionale e il trentaquattresimo Master 1000 in carriera. Agli Open di Francia giunse in finale dopo avere battuto Federer nel turno precedente; l'ultimo atto lo vide contrapposto a Thiem in una rivincita dell'anno precedente. La sfida con l'austriaco si concluse con la vittoria di Nadal in quattro set, fu il suo diciottesimo torneo del Grande Slam e divenne il primo tennista, di qualsiasi genere, a vincere per 12 volte lo stesso Major.
A Wimbledon si arrese a Roger Federer in semifinale, l'elvetico ebbe la meglio nel quarantesimo e ultimo incontro nella rivalità iniziata oltre quindici anni prima, tornò alla vittoria nel Masters 1000 di Montréal dove superò in finale Daniil Medvedev. Si ritirò dal torneo di Cincinnati prima di scendere in campo per rifiatare in vista degli US Open. A Flushing Meadows avanzò fino alla finale concedendo un solo set nel percorso, nell'incontro per il titolo affrontò Daniil Medvedev, il russo rimontò uno svantaggio di due set a zero ma alla fine Nadal ne uscì vincitore con il punteggio di 7-5, 6-3, 5-7, 4-6, 6-4. Partecipò quindi alla Laver Cup ma dopo aver superato Milos Raonic si ritirò a causa di un infortunio che gli fece saltare tutta la tournée asiatica. Tornò in campo a Parigi dove, dopo aver raggiunto la semifinale senza perdere alcun set, venne costretto al ritiro per uno stiramento agli addominali; nonostante il ritiro il 4 novembre tornò numero uno del ranking. Alle ATP Finals venne inserito nel gruppo Andre Agassi con Medveded, Tsitsipas e Alexander Zverev, nella prima giornata venne sconfitto dal campione uscente Zverev col punteggio di 6–2, 6–4 mentre contro Medvedev rimontò uno svantaggio di 5–1, nel terzo set, annullando anche un match point e si impose col punteggio di 6(3)–7, 6–3, 7–6(4). Chiuse il girone al terzo posto, battendo in rimonta Tsitsipas, futuro vincitore del torneo, per 6(4)–7, 6–4, 7–5 venendo eliminato.

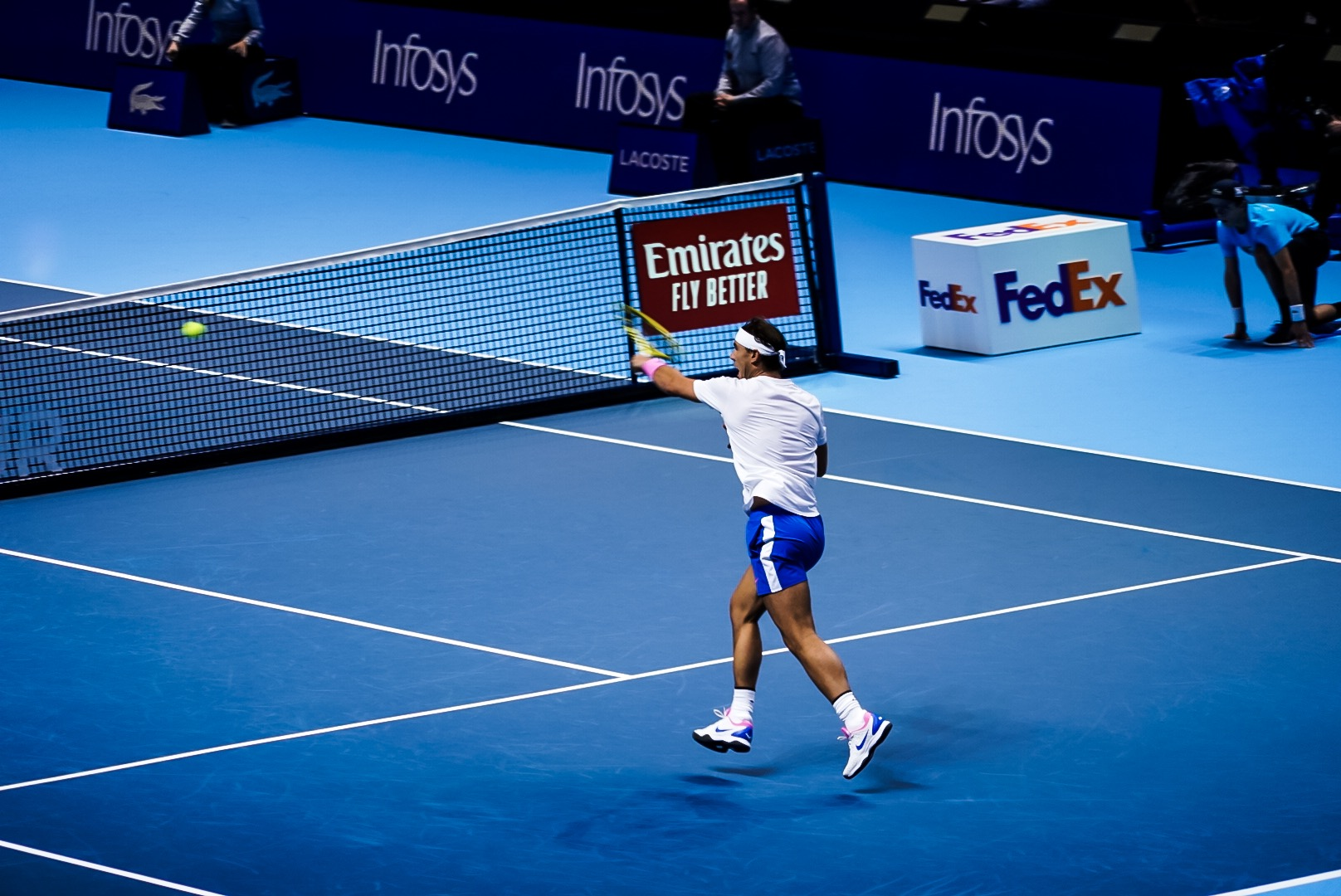
Rafael Nadal in azione alle ATP Finals 2019.

In conclusione della stagione conquistò la sua quinta Coppa Davis, vincendo tutti i suoi incontri sia in singolare sia in doppio, e diventò, a pari merito con Rod Laver, John McEnroe e Robert Lutz, il terzo tennista più titolato del mondiale a squadre, dopo Roy Emerson e Stan Smith, rispettivamente con otto e sette successi.

### 2020: 13º Roland Garros
Iniziò la stagione disputando la prima edizione della ATP Cup in rappresentanza della squadra spagnola, gli iberici avanzarono fino all'incontro per il titolo ma vennero sconfitti dalla Serbia di Novak Đoković.
Agli Australian Open si fermò ai quarti di finale contro Dominic Thiem, subendo la sua sconfitta numero 200 in carriera, e il 3 febbraio venne superato in cima alla classifica da Novak Đoković, vincitore a Melbourne.
Tornò in campo al torneo di Acapulco e se lo aggiudicò per la terza volta in carriera, fu la prima edizione del torneo vinta su campi in cemento e durante i sei incontri disputati non concesse set agli avversari.
Dopo il lungo stop dovuto alla pandemia di COVID-19, annunciò che non avrebbe partecipato agli US Open, scese in campo agli Internazionali d'Italia che si tennero insolitamente a settembre e venne sconfitto nei quarti di finale da Diego Schwartzman col punteggio di 6–2, 7–5.
Per la prima volta in carriera partecipò al Roland Garros senza aver vinto alcun titolo sulla terra ma, nonostante le differenze nel clima autunnale e nell'introduzione del tetto retrattile sul Court Philippe Chatrier, riuscì a raggiungere la tredicesima finale a Parigi senza cedere set. Nell'incontro per il titolo ebbe la meglio su Novak Đoković col punteggio di 6–0, 6–2, 7–5, nonostante il risultato netto fu un incontro molto combattuto e durato quasi tre ore, con questo 13º Roland Garros migliorò il suo stesso record, fu la quarta occasione in cui riuscì a vincere il torneo senza concedere set agli avversari ed eguagliò il record di 20 tornei del Grande Slam vinti in carriera, precedentemente detenuto in solitaria da Federer. Divenne anche il 3º tennista della storia dopo Ken Rosewall e Đoković a vincere uno Slam in 3 decenni diversi, fu inoltre il primo giocatore di entrambi i sessi ad aver vinto per 13 volte uno stesso torneo, con un bilancio di 100 vittorie e due sole sconfitte.
Sconfiggendo Feliciano López all'esordio nel torneo di Parigi Bercy ottenne la millesima vittoria nel circuito ATP (quarto di sempre a riuscirci dopo Jimmy Connors, Ivan Lendl e Roger Federer) alle successive ATP Finals venne inserito nel Gruppo Londra 2020 con Dominic Thiem, Stefanos Tsitsipas e Andrej Rublëv e grazie al successo sugli ultimi due riuscì ad arrivare fino alle semifinali per la prima volta in cinque anni; a negargli l'accesso alla sua terza finale in carriera fu Daniil Medvedev che lo sconfisse in rimonta per 6–3, 6(4)–7, 3–6.

### 2021: infortunio al piede
Agli Australian Open avanzò fino ai quarti di finale e fu sconfitto da Stefanos Tsitsipas dopo essersi portato avanti due set a zero, fu la seconda volta in carriera in cui Nadal non riuscì a sfruttare un vantaggio di due set. Rinunciò ai tornei successivi per un problema alla schiena e a marzo cedette la seconda posizione nel ranking a Daniil Medvedev. Tornò in campo a Monte Carlo e fu sconfitto nei quarti di finale da Andrey Rublev. A Barcellona conquistò il primo trofeo stagionale battendo in finale Tsitsipas dopo aver annullato un match-point. Al Masters 1000 di Madrid si fermò ai quarti di finale dopo aver subito la prima sconfitta sulla terra rossa contro il nº 6 del mondo Alexander Zverev. Agli Internazionali d'Italia sconfisse in finale in tre set Novak Đoković, sollevando per la 10ª volta il trofeo. Giunse al Roland Garros da favorito ma in semifinale subì la sua terza sconfitta su 108 incontri, per mano dello stesso Đoković, futuro vincitore del torneo.
La sindrome di Müller-Weiss, di cui aveva sofferto già nel 2005, lo costrinse ad alcune settimane di riposo e a rinunciare a Wimbledon e ai Giochi Olimpici. Rientrò alle gare dopo quasi due mesi al Washington Open e fu eliminato al terzo turno; non avendo ancora recuperato pienamente dall'infortunio annunciò prima il forfait al Masters 1000 di Toronto e, dopo qualche giorno, la fine anticipata della propria stagione per sottoporsi alle cure; concluse l'anno al 6º posto.

### 2022: 2º Australian Open e 14º Roland Garros
Torna in campo dopo cinque mesi di assenza all'ATP 250 di Melbourne e conquista il titolo superando in finale Maxime Cressy. Agli Australian Open è testa di serie e, dopo diversi incontri combattuti si spinge fino alla finale – la sesta nello Slam australiano – nella quale sconfigge il fresco vincitore degli US Open, Daniil Medvedev dopo essere stato in svantaggio di due set in una battaglia di oltre 5 ore con il punteggio di 2-6, 6-7, 6-4, 6-4, 7-5. Grazie al suo secondo successo nel torneo stabilisce il nuovo primato di 21 titoli vinti nel singolare maschile del Grande Slam e di diventare inoltre il secondo giocatore dell'era Open, dopo Novak Đoković, ad aver vinto almeno due volte tutti i tornei dello Slam. Vince quindi ad Acapulco senza perdere alcun set, sconfiggendo in finale Cameron Norrie. La striscia di 20 vittorie consecutive si interrompe nella finale del Masters 1000 di Indian Wells, sconfitto per 3-6, 6-7 da Taylor Fritz portando a termine il match nonostante una frattura da stress al terzo arco costale che gli pregiudica la partecipazione ai successivi tornei.
Fa il suo rientro al Masters 1000 di Madrid tornando a giocare sulla terra rossa dopo quasi un anno e viene eliminato nei quarti di finale da Carlos Alcaraz, mentre agli Internazionali d'Italia non va oltre gli ottavi di finale per la seconda volta in carriera, venendo sconfitto da Denis Shapovalov. Come nel 2020 giunge al Roland Garros senza aver vinto in stagione alcun titolo sul rosso; negli ottavi ha la meglio in cinque set su Félix Auger-Aliassime (allenato dallo zio Toni Nadal) nei quarti di finale sconfigge il nº 1 del mondo e campione uscente Đoković e in semifinale sfrutta il ritiro nel secondo set del nº 3 del ranking Alexander Zverev, dovuto a un infortunio alla caviglia. In finale trionfa in tre set sul nº 8 del mondo Casper Ruud, successo con cui migliora ulteriormente il record di titoli dello Slam salendo a ventidue e diventando inoltre il primo giocatore ad aver vinto per 14 volte uno stesso torneo, con un bilancio di 112 incontri vinti e tre sconfitte.
Torna in campo a Wimbledon per la prima volta dopo tre anni, tuttavia nelle prime fasi del torneo si procura uno strappo ai muscoli addominali che dopo una settimana si aggrava durante il vittorioso match dei quarti contro Taylor Fritz e il giorno successivo è costretto ad abbandonare il torneo. Rientra nel circuito al Cincinnati Open e viene eliminato all'esordio dal vincitore del torneo Borna Ćorić. Anche agli US Open torna a giocare dopo tre stagioni ed esce al quarto turno per mano di Frances Tiafoe, raccogliendo la prima sconfitta stagionale in uno Slam; con questo risultato risale al 2º posto mondiale. Alla Laver Cup perde il doppio contro Jack Sock / Frances Tiafoe in coppia con Federer, al suo ultimo incontro ufficiale in carriera. Il giorno successivo Nadal si ritira dal torneo per ragioni personali. Dopo essersi preso una pausa, prende parte al Paris Masters ed esce al turno di esordio e viene poi eliminato nel round-robin alle ATP Finals dopo aver perso i primi due incontri contro Fritz e Auger-Aliassime, rendendo inutile la vittoria su Casper Ruud nell'ultimo match. Chiude la stagione al 2º posto in classifica.

### 2023-2024: gli ultimi anni e il ritiro
La stagione 2023 è enormemente condizionata dagli infortuni, con lo spagnolo che disputa solo due tornei a gennaio in Australia: la United Cup, dove colleziona due sconfitte in altrettanti incontri e gli Australian Open, in cui perde al secondo turno. A marzo esce dalla top 10 interrompendo la striscia record di 912 settimane consecutive iniziata il 25 aprile 2005. Successivamente è costretto a rinunciare per la prima volta, da quando aveva esordito nel 2005, al Roland Garros e annuncia di chiudere con largo anticipo la stagione e che il 2024 sarà l'ultimo anno della sua carriera professionistica. A giugno si sottopone ad un'operazione all'ileopsoas sinistro e quindi esce dalla top 100, 1.029 settimane dopo esservi entrato il 14 aprile 2003.
Torna in campo a gennaio 2024, raggiungendo i quarti a Brisbane. Salta tutti i successivi tornei su cemento e disputa il torneo sulla terra rossa di Barcellona, dove esce al secondo turno. A Madrid raggiunge gli ottavi di finale, mentre a Roma è nuovamente eliminato al secondo turno. Partecipa al Roland Garros dove viene sconfitto all'esordio, sua prima volta in carriera, da Alexander Zverev. A luglio raggiunge la sua ultima finale ATP al torneo di Bastad, in cui prevale il portoghese Nuno Borges. Prende parte alle Olimpiadi, ma viene eliminato al secondo turno da Novak Đoković, nel sessantesimo ed ultimo incontro della loro rivalità. Raggiunge invece i quarti di finali in doppio, in coppia con Carlos Alcaraz. Il 10 ottobre 2024 annuncia il ritiro dal tennis dopo la Coppa Davis, dove disputa il suo ultimo incontro contro Botic van de Zandschulp, perdendo per 4-6, 4-6.

## Rivalità con Novak Đoković

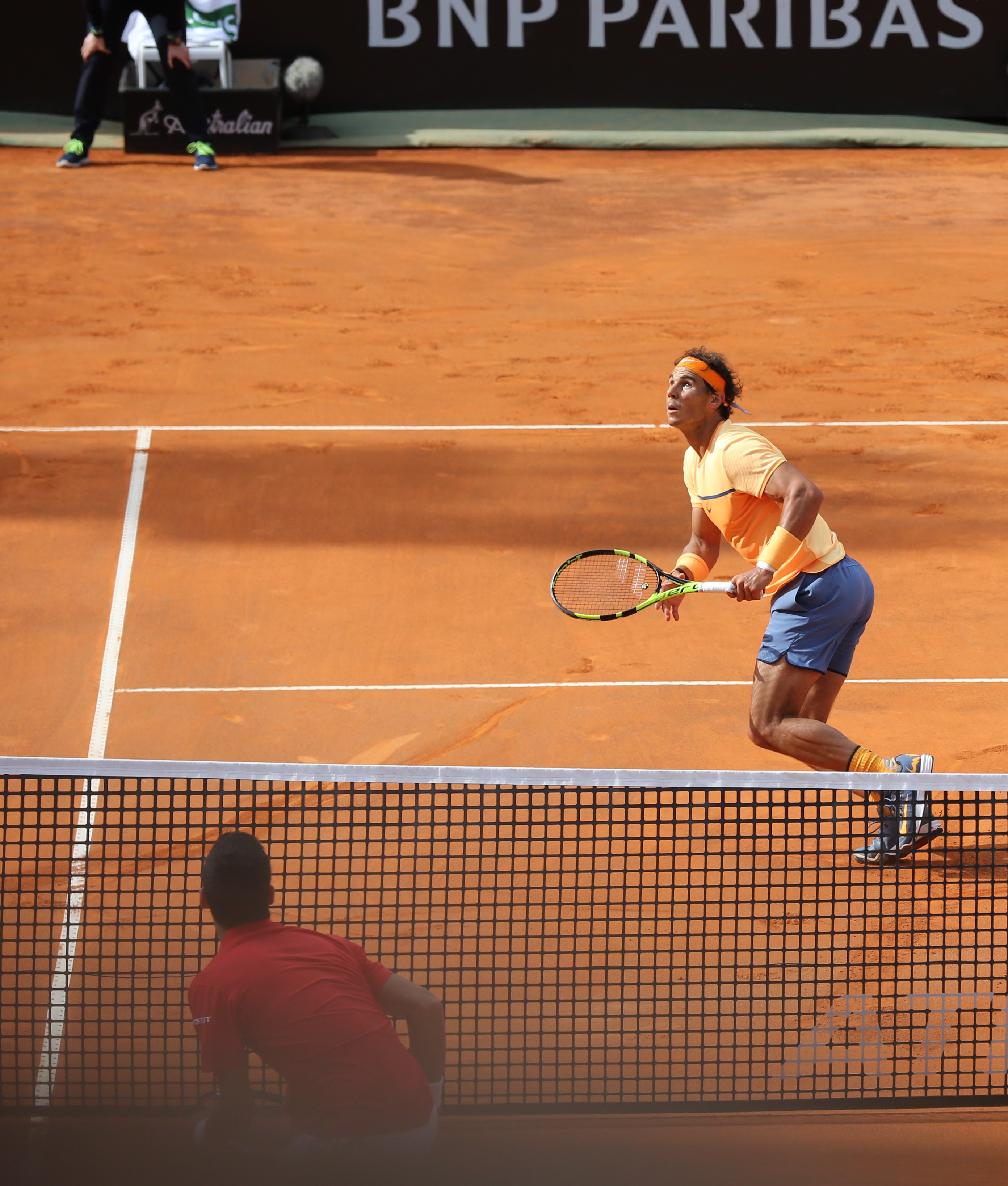
Nadal opposto a Novak Đoković nel 2016.

Tra Nadal e Đoković è sussistita per lungo tempo una delle rivalità più accese della storia del tennis. I due si sono incontrati per la prima volta il 7 giugno 2006 ai quarti di finale del Roland Garros e da allora hanno disputato 60 incontri, con un bilancio in favore del serbo, 31-29.
È la prima rivalità dell'era open per numero di incontri disputati, e ha caratterizzato soprattutto la seconda parte della carriera di Nadal, dalla stagione 2010 in poi, quando i due hanno disputato fra loro la prima finale in un torneo dello Slam agli US Open, vinta da Nadal in 4 set. Sulla terra rossa il bilancio è favorevole al maiorchino con 20 vittorie e 9 sconfitte, sull'erba vantano due successi a testa mentre sul cemento il bilancio è favorevole al serbo per 20-7.
I due giocatori hanno disputato fra loro 9 finali dello Slam, di cui 4 consecutive (record), fra cui si ricorda in particolare la finale degli Australian Open 2012, durata 5 ore e 53 minuti e vinta da Đoković per 5-7, 6-4, 6-2, 6(5)–7, 7-5, la più lunga finale di sempre in uno Slam ritenuta una delle più belle partite della storia. Il bilancio delle finali Slam è di 5-4 in favore di Nadal, mentre quello complessivo nei major è di 11-7 sempre per lo spagnolo. I due hanno disputato una semifinale olimpica nel 2008, vinta da Nadal, e un secondo turno olimpico nel 2024, vinta da Djokovic, e 29 match nei Masters 1000 (16-13 Đoković).

## Rivalità con Roger Federer

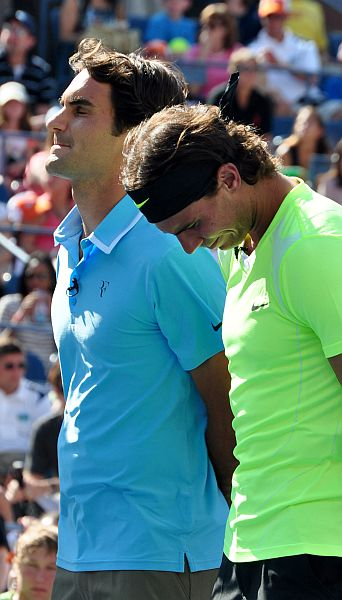
Nadal e Federer all'Arthur Ashe Kid's Day nel 2010.

Molti critici considerano la loro rivalità come la più accesa nella storia del tennis, il loro dominio è stato senza precedenti: fra il 2005 e il 2010 i due si sono aggiudicati 21 tornei dello Slam su 24 (87,5%, 12-9 per Federer) e 31 tornei Masters Series/Masters 1000 su 54 disputati (57,4%, 18-13 per Nadal), hanno occupato i primi due posti del ranking mondiale per 271 settimane su 313 senza mai perdere il nº 1, e terminato le sei stagioni sempre al primo e secondo posto.
Il primo incontro tra Nadal e Federer risale al 28 marzo 2004, terzo turno del Masters di Miami, e si concluse con la vittoria dello spagnolo per due set a zero. Da allora si sono affrontati quaranta volte, nove delle quali in finale dei tornei dello Slam: quattro volte al Roland Garros, tre volte a Wimbledon e due volte all'Australian Open, sei delle quali se le è aggiudicate Nadal.
Tra gli incontri più significativi spiccano la finale di Wimbledon 2008, considerata uno degli incontri più intensi nella storia del tennis, e quella degli Australian Open 2017 che li ha riportati in cima alle classifiche dopo il netto calo delle stagioni precedenti.
Complessivamente il bilancio è 24-16 in favore di Nadal, i parziali sono 14-2 su terra rossa, 1-3 sull'erba e 9-11 sul cemento (1-5 indoor e 8-6 all'aperto).

## Caratteristiche tecniche
Dal punto di vista tecnico il suo stile è difensivo, caratterizzato da colpi potenti e carichi di topspin, tirati da dietro la linea di fondo. Il suo stile è efficace grazie alla velocità, alla resistenza e la tenuta.

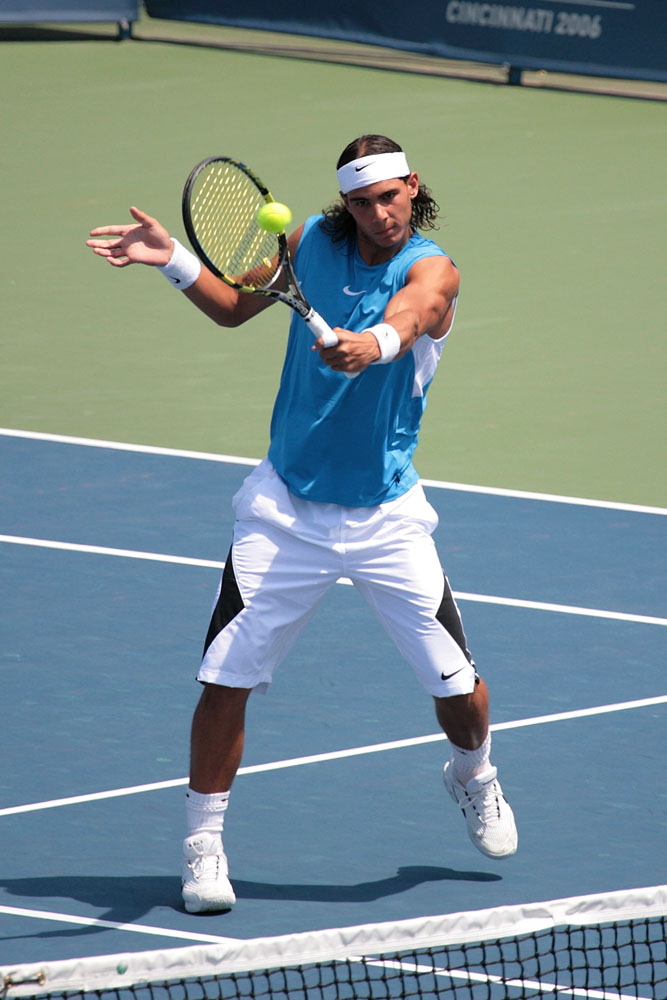
Nadal mentre esegue una volée.

Grazie alle rotazioni è in grado di giocare una drop volley molto efficace. Pur non utilizzando spesso il gioco di volo data la sua attitudine difensiva, le sue qualità a rete hanno raccolto il plauso di addetti ai lavori e di specialisti come John McEnroe e Boris Becker.
Il dritto è il suo colpo migliore, effettuato utilizzando la mano sinistra. Il colpo, utilizzando una presa Semi Western, è caratterizzato da un movimento molto ampio del braccio, che resta completamente disteso, e del busto. Le gambe sono ben distanziate fra loro, in modo da offrire una base più ampia da cui colpire la palla. Il movimento della racchetta è di quasi 360º: il suo braccio sinistro, dopo il colpo, prosegue nel movimento fino a portare la racchetta al di sopra della spalla destra (tradizionalmente il braccio dovrebbe avvolgersi intorno al busto, o al massimo attorno alla spalla opposta). Una caratteristica rilevante nel suo diritto è il topspin impresso alla palla, portandola ad un rimbalzo più alto rendendo il suo dritto poco aggredibile nonostante non sia un colpo molto profondo. Uno studioso di tennis di San Francisco, John Yandell, ha utilizzato una telecamera ad alta velocità e un software apposito per misurare il numero di rivoluzioni effettuate da una pallina da tennis colpita a piena potenza da Nadal: «I primi tennisti su cui abbiamo effettuato la misura sono stati Sampras e Agassi. Questi colpivano di diritto imprimendo una rotazione compresa fra 1 800 e 1 900 giri al minuto. Anche Federer colpisce con una grande rotazione, giusto 2 700 giri al minuto. Bene, abbiamo misurato un dritto di Nadal a 4 900 giri al minuto. La sua media era di 3200.»
Il rovescio lo esegue a due mani: la mano dominante (la sinistra) utilizza una presa Continental, mentre la destra una semi-western, che facilita, come per il diritto, l'utilizzo del topspin. Nel rovescio bimane, la maggior parte del colpo viene eseguita dalla mano non dominante dandogli maggiore controllo e potenza. Il difetto principale di questo colpo è l'impossibilità, comune a tutti i rovesci bimani, di conferire rotazione all'indietro alla palla, tuttavia Nadal ha imparato a utilizzare il rovescio in back a una mano, che impiegava molto spesso soprattutto sulle superfici veloci, dove questo colpo facilita di molto la gestione delle palle basse.

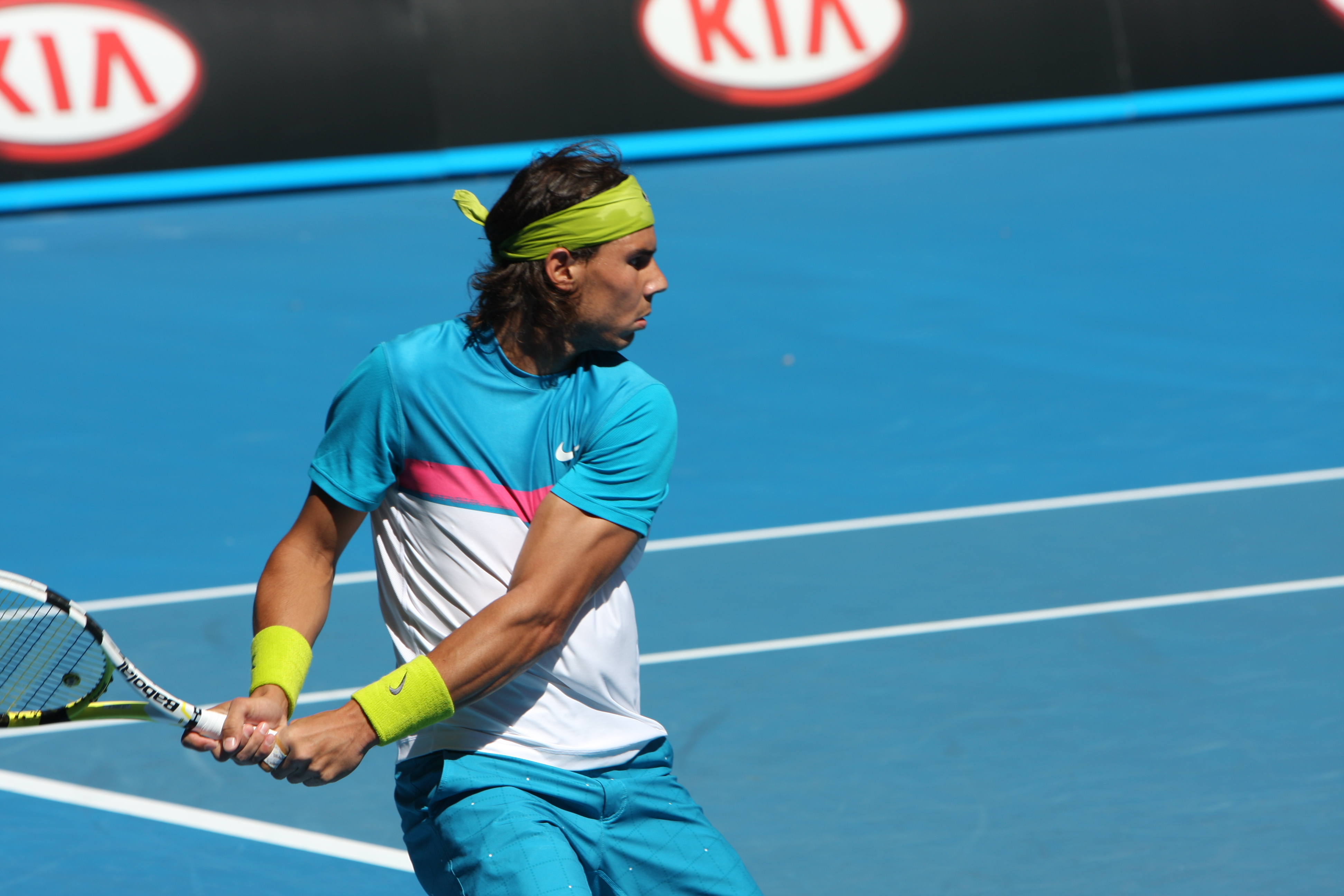
Il rovescio bimane di Nadal

Nel corso degli anni ha migliorato la prima di servizio passando da circa 159 km/h del 2003 fino ai 185 km/h del 2008, arrivando a superare nel 2010 i 210 km/h. Nadal è in grado di mantenere un'alta percentuale di prime, posizionate strategicamente. Per la seconda, invece, utilizza un colpo mancino in slice che si scontra con il rovescio destro degli avversari; in generale punta comunque a ottenere un vantaggio strategico dal servizio, piuttosto che raccogliere punti diretti:
Il suo gioco è caratterizzato da una tenuta mentale costante durante tutto l'arco della partita.
Specialista della terra rossa, è un abile giocatore anche sulle altri superfici.

## Sponsor ed equipaggiamento

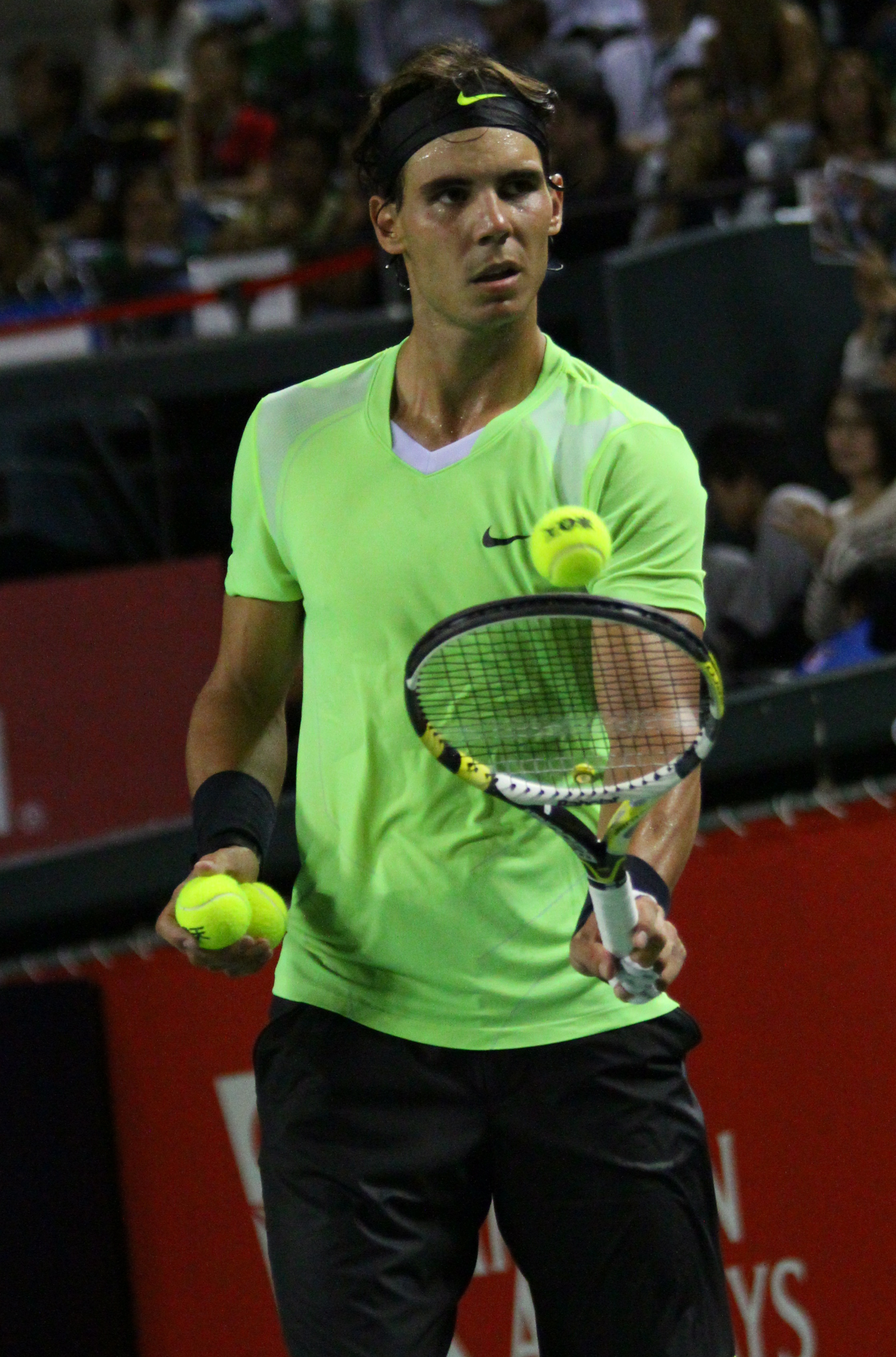
Nadal con l'outfit della Nike e la racchetta Babolat AeroPro Drive.

La rivista Forbes ha stimato i guadagni di Nadal dovuti agli sponsor in 25 milioni di dollari nel 2011, facendone il 16º sportivo più pagato del mondo. Il tennista è ambasciatore mondiale della Kia Motors, ed è più volte apparso nelle loro pubblicità. Nadal ha anche un contratto di sponsorizzazione con la Universal DVD.
Lo sponsor di vestiario e scarpe di Nadal è la Nike; il suo nome ha caratterizzato una linea di canottiere abbinate a pantaloni pinocchietto.
La racchetta di Nadal è una Babolat AeroPro Drive, in grafite e tungsteno con un piatto corde ampio di 100 pollici quadrati e un peso, nella versione di serie, di 300 grammi senza le corde. Il manico è di misura L2 da 4 pollici e 1/4. Nella stagione 2010 è stata ridipinta per essere uguale alla linea AeroPro Drive GT in commercio, e dal 2012 la testa della racchetta è stata resa più pesante per aumentare l'efficacia dei colpi. Lo spagnolo ha utilizzato nel corso del 2010 le corde Duralast 15L, per poi passare alle corde sintetiche nere monofilamento in copoliestere Babolat RPM Blast a sezione esagonale; il reticolo prevede 16 passaggi in verticale e 19 in orizzontale. Le sue racchette sono di solito incordate con una tensione di 25 kg, indipendentemente dalla superficie su cui gioca.

## Statistiche

### Tornei dello Slam

#### Vittorie (22)
| Nr. | Data              | Torneo                         | Superficie  | Avversario      | Punteggio                     |
| 1.  | 5 giugno 2005     | Roland Garros, Parigi          | Terra rossa | Mariano Puerta  | 6(6)–7, 6–3, 6–1, 7–5         |
| 2.  | 11 giugno 2006    | Roland Garros, Parigi (2)      | Terra rossa | Roger Federer   | 1–6, 6–1, 6–4, 7–6(4)         |
| 3.  | 10 giugno 2007    | Roland Garros, Parigi (3)      | Terra rossa | Roger Federer   | 6–3, 4–6, 6–3, 6–4            |
| 4.  | 8 giugno 2008     | Roland Garros, Parigi (4)      | Terra rossa | Roger Federer   | 6–1, 6–3, 6–0                 |
| 5.  | 6 luglio 2008     | Wimbledon, Londra              | Erba        | Roger Federer   | 6–4, 6–4, 6(5)–7, 6(8)–7, 9–7 |
| 6.  | 1º febbraio 2009  | Australian Open, Melbourne     | Cemento     | Roger Federer   | 7–5, 3–6, 7–6(3), 3–6, 6–2    |
| 7.  | 6 giugno 2010     | Roland Garros, Parigi (5)      | Terra rossa | Robin Söderling | 6–4, 6–2, 6–4                 |
| 8.  | 4 luglio 2010     | Wimbledon, Londra (2)          | Erba        | Tomáš Berdych   | 6–3, 7–5, 6–4                 |
| 9.  | 13 settembre 2010 | US Open, New York              | Cemento     | Novak Đoković   | 6–4, 5–7, 6–4, 6–2            |
| 10. | 5 giugno 2011     | Roland Garros, Parigi (6)      | Terra rossa | Roger Federer   | 7–5, 7–6(3), 5–7, 6–1         |
| 11. | 11 giugno 2012    | Roland Garros, Parigi (7)      | Terra rossa | Novak Đoković   | 6–4, 6–3, 2–6, 7–5            |
| 12. | 9 giugno 2013     | Roland Garros, Parigi (8)      | Terra rossa | David Ferrer    | 6–3, 6–2, 6–3                 |
| 13. | 9 settembre 2013  | US Open, New York (2)          | Cemento     | Novak Đoković   | 6–2, 3–6, 6–4, 6–1            |
| 14. | 8 giugno 2014     | Roland Garros, Parigi (9)      | Terra rossa | Novak Đoković   | 3–6, 7–5, 6–2, 6–4            |
| 15. | 11 giugno 2017    | Roland Garros, Parigi (10)     | Terra rossa | Stan Wawrinka   | 6–2, 6–3, 6–1                 |
| 16. | 10 settembre 2017 | US Open, New York (3)          | Cemento     | Kevin Anderson  | 6–3, 6–3, 6–4                 |
| 17. | 10 giugno 2018    | Roland Garros, Parigi (11)     | Terra rossa | Dominic Thiem   | 6–4, 6–3, 6–2                 |
| 18. | 9 giugno 2019     | Roland Garros, Parigi (12)     | Terra rossa | Dominic Thiem   | 6–3, 5–7, 6–1, 6–1            |
| 19. | 8 settembre 2019  | US Open, New York (4)          | Cemento     | Daniil Medvedev | 7–5, 6–3, 5–7, 4–6, 6–4       |
| 20. | 11 ottobre 2020   | Roland Garros, Parigi (13)     | Terra rossa | Novak Đoković   | 6–0, 6–2, 7–5                 |
| 21. | 30 gennaio 2022   | Australian Open, Melbourne (2) | Cemento     | Daniil Medvedev | 2–6, 6(5)–7, 6–4, 6–4, 7–5    |
| 22. | 5 giugno 2022     | Roland Garros, Parigi (14)     | Terra rossa | Casper Ruud     | 6–3, 6–3, 6–0                 |

#### Finali perse (8)
| Nr. | Data              | Torneo                         | Superficie | Avversario    | Punteggio                     |
| 1.  | 9 luglio 2006     | Wimbledon, Londra              | Erba       | Roger Federer | 0–6, 6(5)–7, 7–6(2), 3–6      |
| 2.  | 8 luglio 2007     | Wimbledon, Londra (2)          | Erba       | Roger Federer | 6(7)–7, 6–4, 6(3)–7, 6–2, 2–6 |
| 3.  | 3 luglio 2011     | Wimbledon, Londra (3)          | Erba       | Novak Đoković | 4–6, 1–6, 6–1, 3–6            |
| 4.  | 12 settembre 2011 | US Open, New York              | Cemento    | Novak Đoković | 2–6, 4–6, 7–6(3), 1–6         |
| 5.  | 29 gennaio 2012   | Australian Open, Melbourne     | Cemento    | Novak Đoković | 7–5, 4–6, 2–6, 7–6(5), 5–7    |
| 6.  | 26 gennaio 2014   | Australian Open, Melbourne (2) | Cemento    | Stan Wawrinka | 3–6, 2–6, 6–3, 3–6            |
| 7.  | 29 gennaio 2017   | Australian Open, Melbourne (3) | Cemento    | Roger Federer | 4–6, 6–3, 1–6, 6–3, 3–6       |
| 8.  | 27 gennaio 2019   | Australian Open, Melbourne (4) | Cemento    | Novak Đoković | 3–6, 2–6, 3–6                 |